# Historia de los Estados Unidos
La fecha de comienzo de la historia de Estados Unidos es tema de debate entre los historiadores. Los libros de texto más antiguos comienzan con la llegada de Cristóbal Colón el 12 de octubre de 1492 o alrededor de 1600, con la llegada del navío Mayflower. No obstante, en las últimas décadas, las escuelas y universidades estadounidenses han retrocedido en el tiempo para incluir más información acerca de los nativos americanos.

## Civilizaciones precolombinas

### Los Anasazi

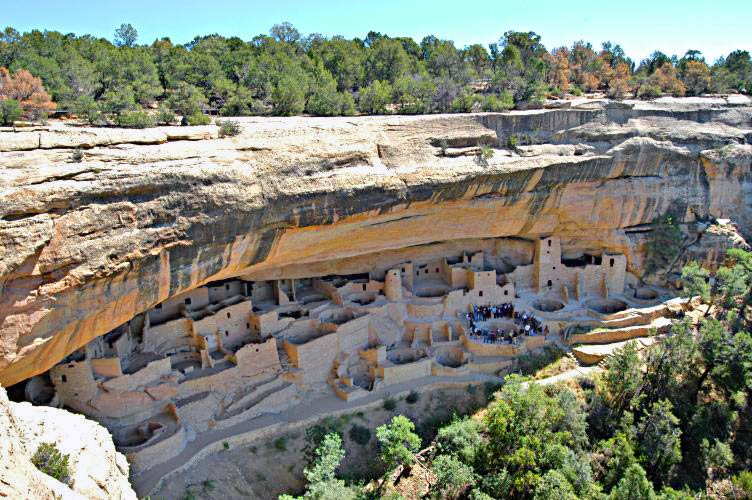
Palacio Acantilado, poblado anasazi del parque nacional Mesa Verde.

Los Anasazi eran un conjunto de tribus amerindias de la superárea cultural de Oasisamérica. Ocupaban, en varios grupos, la superficie de los estados actuales de Colorado, Utah, Arizona y Nuevo México. Su civilización ha dejado vestigios monumentales y litúrgicos en distintos lugares, de los cuales dos han sido clasificados como Patrimonio de la humanidad por la Unesco. Los restos arqueológicos demuestran conocimiento de la cerámica, el tejido y la irrigación. Además, dibujaban símbolos que no han sido descifrados y observaban los desplazamientos solares. A partir del año 1400, los anasazi se refugiaban en el Valle del Río Grande y en el centro de Arizona.  Sus huellas se perdieron poco antes de la llegada de los españoles. Las razones de este éxodo no son conocidas, sin embargo existen varias hipótesis: un cambio climático que amenazó las cosechas, un medio deteriorado que redujo las tierras cultivables disponibles, sobrepoblación, problemas políticos, guerras. No obstante, dada la ausencia de documentos escritos y la limitación de los conocimientos actuales no es posible probar ninguna de dichas hipótesis.

### Los indios de las llanuras
Los indios de las llanuras incluyen a todas las tribus que habitaban las Grandes Llanuras (la tierra ubicada entre las montañas Rocosas y el río Misisipi). Fueron cazadores-recolectores la mayor parte de su existencia, pero cuando los exploradores españoles introducen en la región los caballos en el siglo XVII, los indios los consiguen y cambian su modo de vida a una civilización nómada, siguiendo las rutas migratorias de los bisontes americanos. Cuando los blancos invadieron y ocuparon las Grandes Llanuras en el siglo XIX, los indígenas participan en una amarga guerra de resistencia que duró desde 1836 hasta 1918. La combinación de las Guerras Indias y la política del gobierno de Estados Unidos de aniquilar a los bisontes americanos dio lugar a un colapso demográfico dramático en la población de los indios de las llanuras. Al cabo de su derrota, los blancos confinaron al resto de los indios en reservas, donde permanecen hoy en día.

### Los Inuit o «Esquimales»
Los inuit son un pueblo indígena que tradicionalmente han habitado la región circumpolar del este de Siberia (Rusia), a través de Alaska (Estados Unidos), Canadá y Groenlandia. La cultura más antigua fue la pre-Dorset, plenamente desarrollada, que data de hace 5000 años. Parece que han evolucionado en Alaska de personas que utilizan el arcaico herramientas de tecnología de la pequeña, que probablemente habían emigrado a Alaska de Siberia, al menos, de 2000 a 3000 años atrás, aunque podrían haber sido en Alaska ya en 10 000 a 12 000 años o más. Hay artefactos similares que se encuentran en Siberia, que se remonta quizás a hace 18 000 años.

### Los Indios de los Bosques
Los Indios de los Bosques superpoblados habitaron en los bosques entre el océano Atlántico y el río Misisipi. Estas tribus eran generalmente comunales y vivían en aldeas con chozas de madera y carriles. La recepción de los invasores ingleses se mezcló con hechos resultantes en la guerra y el exterminio, mientras que otros fueron pacíficos. Finalmente, la relación entre los ingleses y los Indios de los Bosques fue de hostilidad permanente, tanto que los franceses, que controlaban el valle del río Misisipi, lo utilizaron para su beneficio. Los franceses mantuvieron una política de comercio y de paz con los Indios de los Bosques y finalmente formaron una alianza militar con ellos.

### La Confederación Iroquesa
La más avanzada de las civilizaciones precolombinas en el territorio que ahora es Estados Unidos fue la Confederación Iroquesa. La Confederación Iroquesa, o las Cinco Naciones, fue una liga o confederación de carácter democrático, con características tanto participativas como representativas (combinadas con algunas hereditarias). Se hallaba constituida por tribus amerindias de lengua iroquesa, que habitaban al noreste de Estados Unidos y al sureste de Canadá en la zona de los Grandes Lagos. La Confederación estaba formada originalmente por cinco tribus (seneca, cayuga, oneida, onondaga y mohawk) que se confederaron a mediados del siglo XII, y a las que se sumó tuscarora en 1720.
El régimen democrático de la Confederación estaba regulado por una constitución de 117 artículos conocida como la Gran Ley de la Paz y gobernada por un Parlamento o Consejo de representantes de la población, considerado como el tercero más antiguo del mundo luego del Althing de Islandia y las Cortes de León (1188). La Gran Ley de la Paz establecía una especie de Estado de Derecho con estrictos límites y restricciones al poder de los gobernantes. Establecía también una división del poder entre hombres y mujeres, estableciendo que ningún hombre podía presidir un clan y ninguna mujer ser jefe militar o sachem. A las jefas de los clanes correspondía elegir a los jefes militares.
Así la Confederación tuvo una influencia directa tanto en la democracia y el constitucionalismo, como en la idea de la igualdad de mujeres y hombres en la sociedad moderna. En especial Benjamín Franklin, quien tuvo trato directo con Haudenosaunee en 1753, destacó en sus obras que el grado de autonomía individual que gozaban los habitantes de la liga era desconocido en Europa y publicó los tratados indios, considerada como una de sus obras más importantes. Para pensadores o historiadores de los movimientos radicales como Howard Zinn, la Confederación de las Seis naciones constituye una muestra de la aplicación de la democracia radical a través de las decisiones asamblearias.

## Primeros contactos con europeos

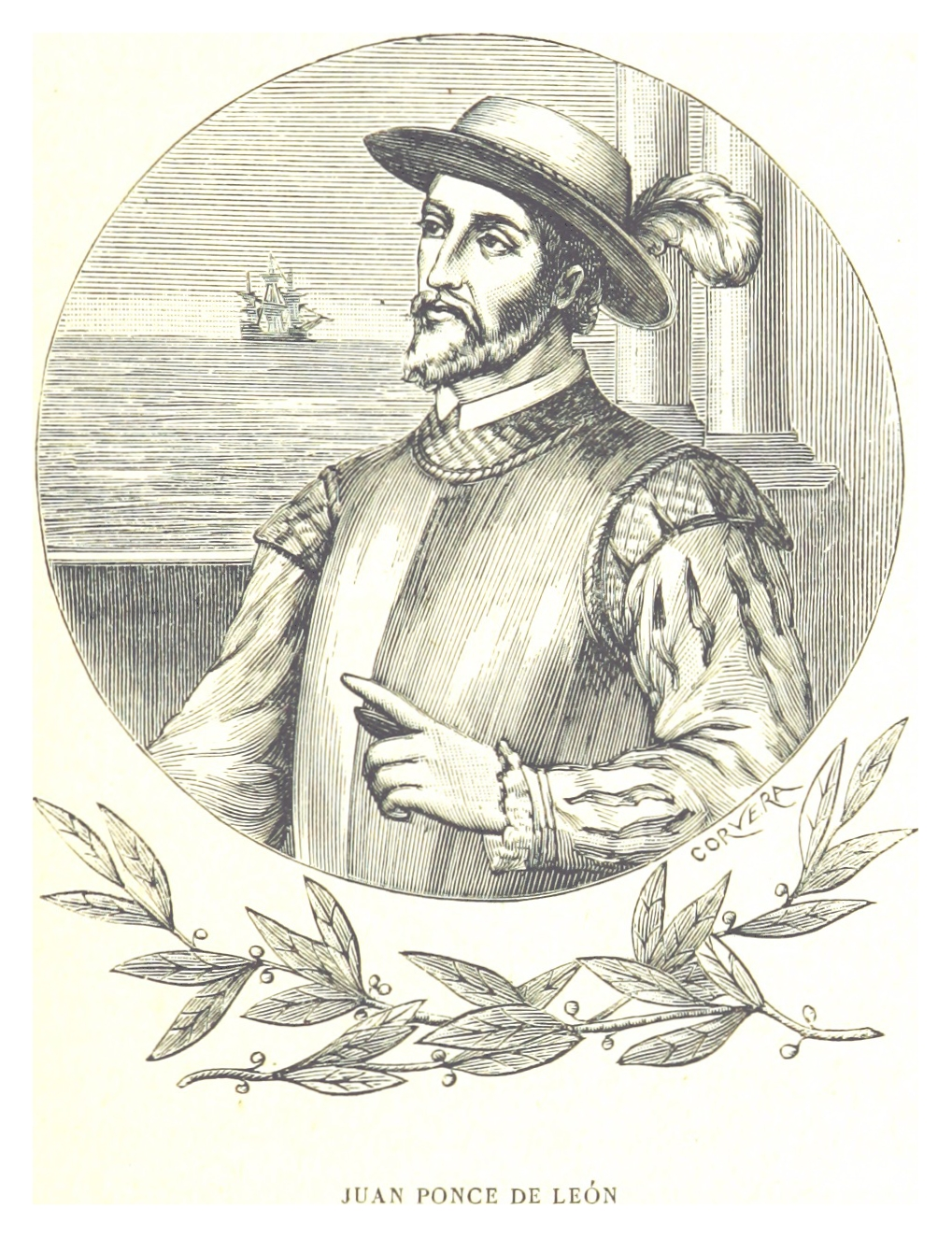
Juan Ponce de León (Santervás de Campos, Valladolid, España) fue uno de los primeros europeos en llegar al actual EE. UU. ya que fue el descubridor de Florida, a la que dio su actual nombre.

Se sabe que alrededor del año 1000, un grupo de vikingos establecidos en Groenlandia navegaron hacia la costa oriental de América del Norte bajo el mando de Leif Eriksson, arribando a un lugar que llamaron Vinland. En la provincia canadiense de Terranova se han encontrado irrefutables vestigios de una colonia vikinga, en L'Anse aux Meadows. Es probable que los vikingos también visitaran Nueva Escocia y Nueva Inglaterra; sin embargo, no lograron fundar colonias permanentes y pronto perdieron contacto con el nuevo continente.
Cinco siglos más tarde, la necesidad de incrementar el comercio y un error de navegación propiciaron un nuevo encuentro con el continente americano. A finales del siglo XV había en Europa una gran demanda de especias, sedas y tinturas de Asia. Cristóbal Colón creyó erróneamente que podría llegar al Extremo Oriente navegando 6.400 kilómetros hacia el oeste partiendo desde Europa. En 1492 persuadió a los reyes de España para que le financiaran el viaje. Colón navegó hacia occidente pero no llegó a Asia, sino a la isla de Guanahani en el Caribe. Comienza la colonización española de América, incluyendo territorios en los actuales Estados Unidos.
Juan Ponce de León dio nombre a La Florida en 1513, cuando la tomó en nombre de la corona de España. Hasta 1563 los españoles enviaron varias expediciones para explorarla, pero sin llegar a levantar ninguna fortificación estable. Sin embargo, la presencia en 1564 de un nutrido contingente de hugonotes franceses, que alzaron un fuerte en la desembocadura del río San Juan, supuso una seria amenaza que llevó a España a la decisión de establecer una presencia militar permanente en el área. El 28 de agosto de 1565, Pedro Menéndez de Avilés funda la ciudad de San Agustín. Es el asentamiento europeo más antiguo ocupado hoy en EE. UU. Solo San Juan (Puerto Rico) la supera como ciudad más antigua de los Estados Unidos.

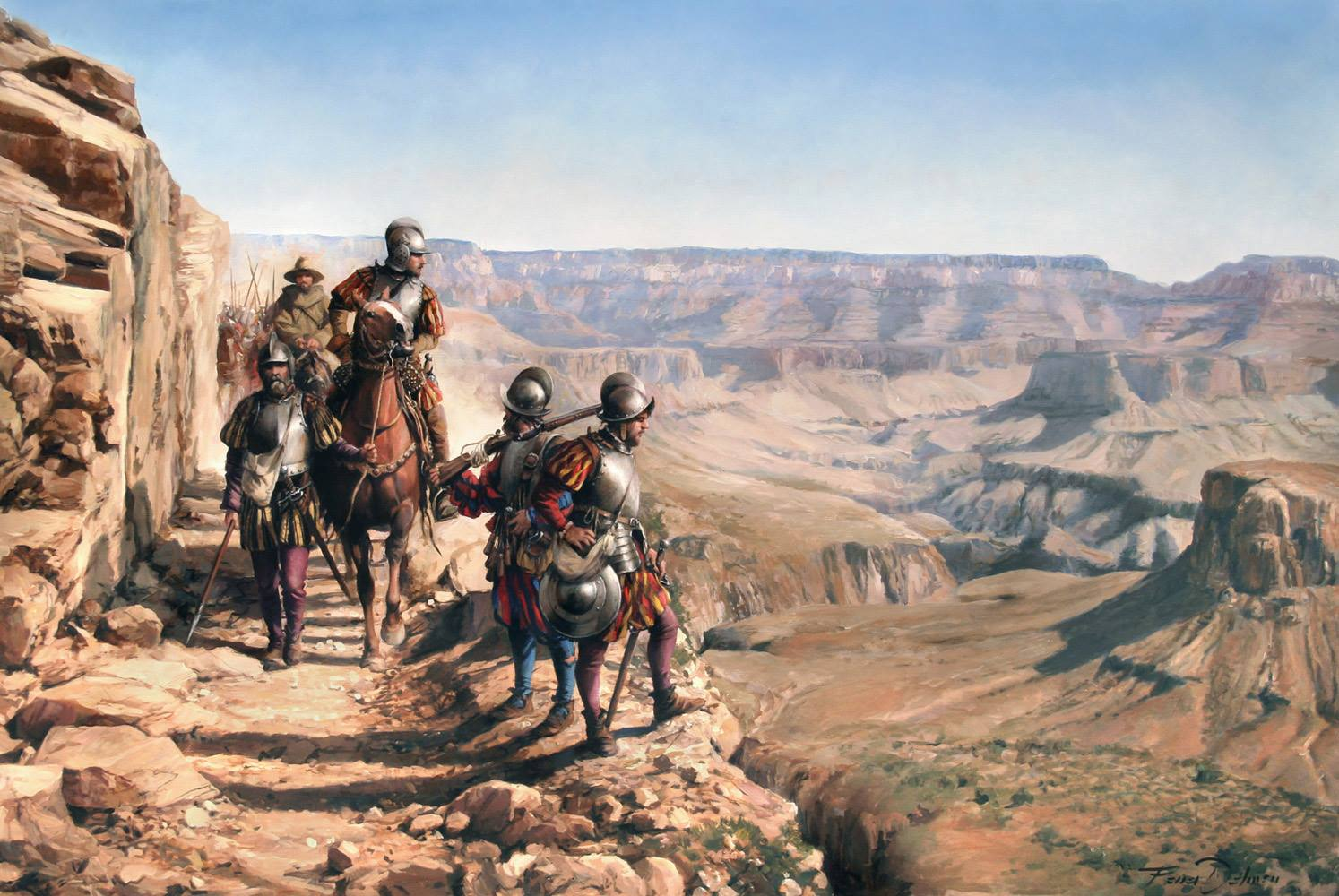
La conquista del Colorado, óleo de Augusto Ferrer-Dalmau que retrata la expedición de Francisco Vázquez de Coronado.

En el año 1540 la región sur de los actuales Estados Unidos fue explorada por la expedición de Francisco Vázquez de Coronado llegando a visitar el Gran Cañón. El primer europeo que contempló el Gran Cañón del Colorado fue García López de Cárdenas, que al mando de un puñado de hombres partió desde la población indígena que los españoles llamaron Quivira, pueblo habitado por los indios Zuñi y supuestamente una de las siete ciudades de oro del reino de Cíbola, pueblo del cual actualmente se ignora su ubicación ya que los historiadores difieren sobre ello; algunos ubican Quivira en Nuevo México, en tanto otros piensan que estaba en Kansas. No se debe confundirla con una población ubicada en Nuevo México que expedicionarios españoles llamaron, alrededor del año 1600, Pueblo de las Humanas y posteriormente fue conocida como Gran Quivira.
En Quivira se encontraba parte de la expedición comandada por Vázquez de Coronado con treinta hombres, y se comisionó a García López de Cárdenas junto con un puñado de hombres para encontrar un río del cual los indios Hopi les habían hablado, para lo cual se le concedieron 80 días para que fuera y regresara.
Después de 20 días de viaje exploratorio encontraron el Gran Cañón del Colorado; sin embargo, no pudieron bajar hasta el río para abastecerse de agua, y después de varios intentos para descender empezaron a tener problemas de agua para beber, por lo cual decidieron regresar.
Días después sería Fernando de Alarcón (quien participaba en el viaje de exploración pero por vía marítima) el primer europeo en tocar y navegar las aguas del río Colorado, pero a cientos de kilómetros del Gran Cañón. Quien descubrió el río Colorado fue Francisco de Ulloa el 28 de septiembre de 1539, tomando posesión de la desembocadura del río (la nombró Ancón de San Andrés), en beneficio de la Corona Española, sin navegar aguas arriba como lo hizo Fernando de Alarcón.

## Colonización británica en Norteamérica
Estados Unidos surgió a partir de la colonización británica de América, protagonizada por oleadas de inmigrantes británicos entre los siglos XVII y XVIII. Estos fundaron las Trece Colonias en la costa atlántica del subcontinente norteamericano, al este de los montes Apalaches.
En 1583 la reina Isabel I de Inglaterra otorga una autorización al pirata Walter Raleigh para fundar una colonia al norte de La Florida, a la que llamaría Virginia y que abarcaría más tarde las actuales Carolina del Sur, Carolina del Norte, Virginia y Virginia Occidental. Rápidamente se vio la posibilidad de explotar la zona con cultivos de tabaco, por lo que se creó en 1606 la Compañía de Virginia como sociedad anónima, que financió el primer establecimiento inglés.
Un grupo de colonos ingleses fundó una pequeña aldea en Jamestown, Virginia, en 1607. Portadores de una cédula del rey Jaime I de Inglaterra, fundaron una colonia permanente en los primeros siete meses después de su arribo. La colonia creció con el tiempo y prosperó con el cultivo de tabaco, cuyo primer envío a Inglaterra fue en 1614.
En Nueva Inglaterra, región nororiental del actual Estados Unidos, los puritanos ingleses establecieron varias colonias. Llegaron a América pensando que la Iglesia de Inglaterra había adoptado demasiadas prácticas del catolicismo. Tenían el propósito de fundar una colonia basada en sus propios ideales religiosos. Un grupo de puritanos, conocidos como los peregrinos, cruzaron el océano Atlántico en un barco llamado Mayflower y se establecieron en Plymouth en 1620. Una colonia puritana mucho más grande se estableció en el área de Boston en 1630. Para 1635 algunos colonizadores ya estaban emigrando a la cercana Connecticut.

## Colonización no británica y la guerra franco-india

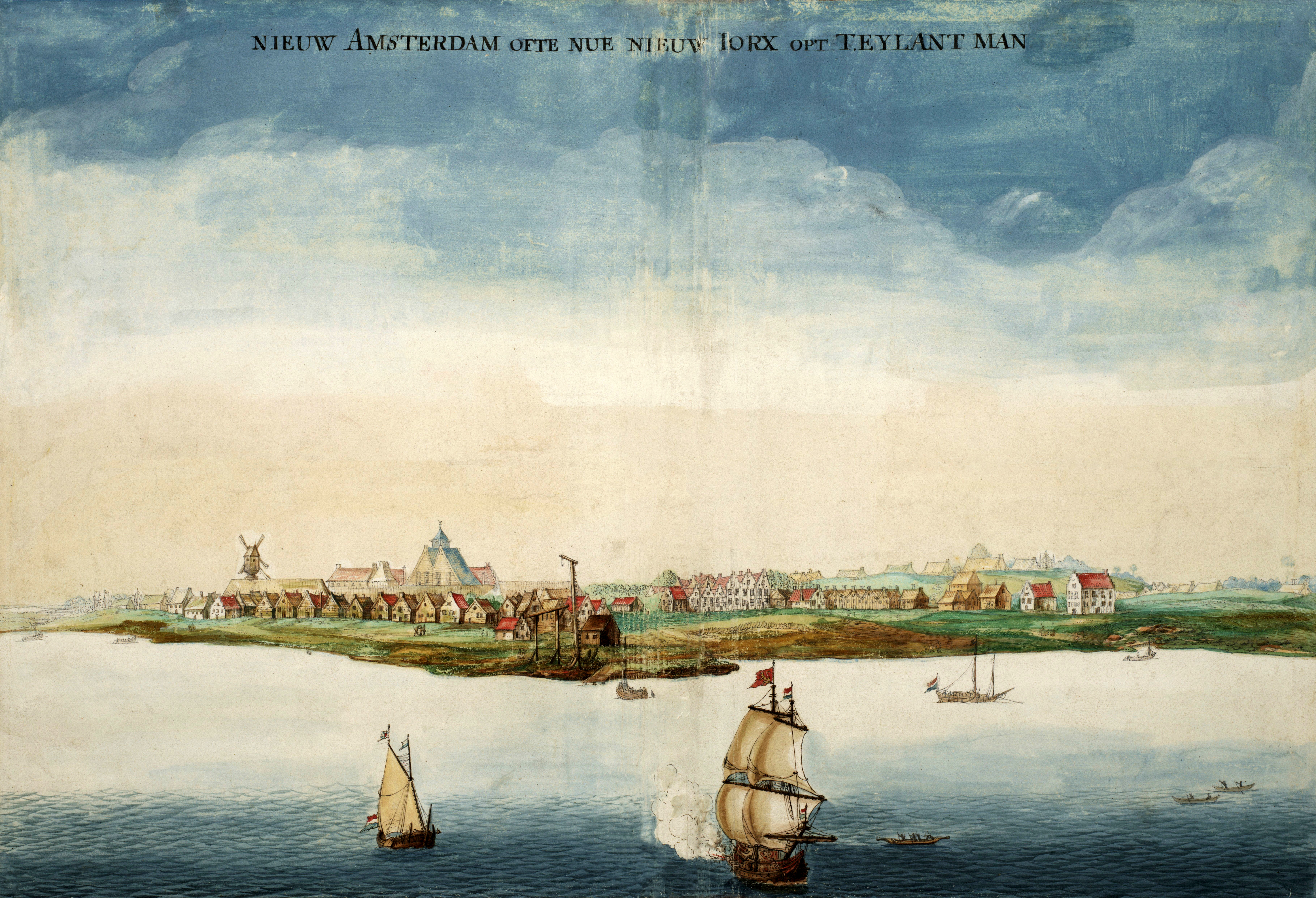
Nueva Ámsterdam en 1664.

Con el paso del tiempo, las colonias británicas de América del Norte fueron ocupadas también por muchos grupos de origen no británico: agricultores alemanes se establecieron en Pensilvania; los suecos fundaron la colonia de Delaware; y los primeros esclavos africanos llegaron a Virginia en 1619.  En 1626, colonizadores neerlandeses compraron la isla de Manhattan a los jefes indígenas de la región y erigieron la ciudad de Nueva Ámsterdam; en 1664, esta colonia fue tomada por los ingleses y rebautizada con el nombre de provincia de Nueva York.
No obstante, las dos potencias coloniales más importantes eran España y Francia. La primera no sólo controlaba Florida y otras regiones del sur de Estados Unidos, sino que también había procedido a la colonización de Las Californias. Al inicio la colonización fue tarea exclusiva de la Compañía de Jesús, concentrada exclusivamente en Baja California. La primera misión en Baja California fue la efímera Misión de San Bruno. En 1769 se funda Los Ángeles y en 1776 la ciudad de San Francisco.
Francia por su parte controlaba La Luisiana, que era junto a Quebec parte del virreinato de la Nueva Francia. El territorio se extendía desde los Grandes Lagos hasta el golfo de México y desde las montañas de los Apalaches hasta las Rocosas. No obstante, la gran mayoría del territorio se encontraba o bien despoblado o habitado por indígenas americanos y no por colonos franceses. La Luisiana estaba dividida en dos regiones, conocidas como Alta Luisiana, que empezaba al norte del río Arkansas, y Baja Luisiana.
Reino Unido y Francia, enemigos históricos, comenzaron a competir por la expansión territorial en el nuevo continente. Esto dio como resultado el estallido de la guerra franco-india en 1754, parte a su vez de la guerra de los Siete Años. Los franceses contaban con el apoyo de la España borbónica y de distintas tribus indias como es el caso de los algonquinos, los ottawas o los hurones. Reino Unido contó con el apoyo de la Confederación Iroquesa.
La guerra de los Siete Años terminó en 1763. El 10 de febrero, el Tratado de París ponía fin al imperio colonial francés en América del Norte y consolidaba a Reino Unido como la potencia hegemónica. La Corona británica se hace con el control de Quebec y de la Florida española. España pasa a controlar Luisiana.

## La Independencia

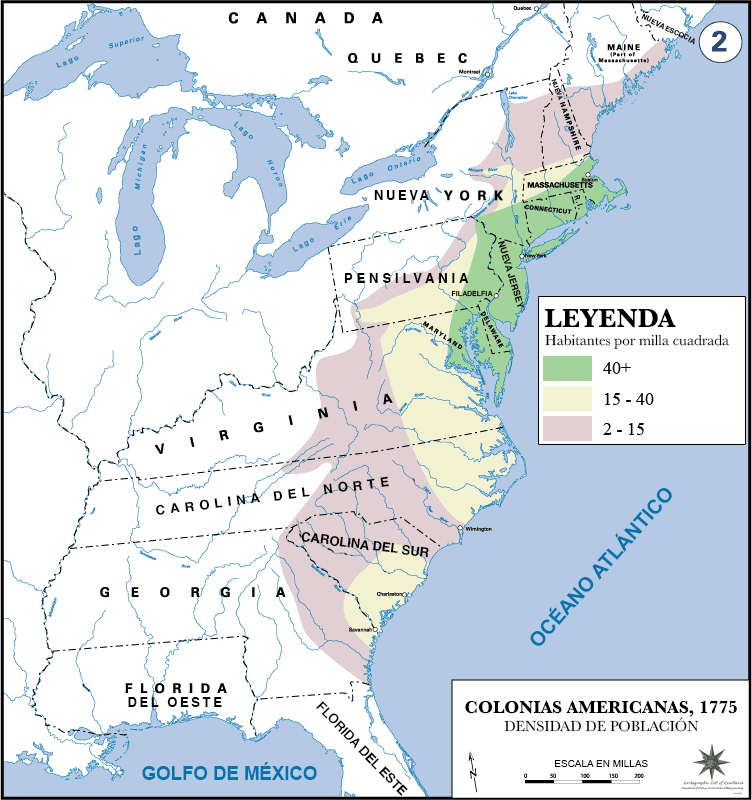
Densidad poblacional de las Trece colonias británicas en el actual Estados Unidos, 1775.

### Causas
La ayuda dada a los británicos por parte de los colonos norteamericanos no fue recompensada por el gobierno de Londres. Los impuestos sobre las Trece Colonias aumentaron, como es el caso de la polémica Ley del sello de 1765 por el cual todo documento impreso en el territorio de las Trece Colonias debía publicarse en papel sellado y producido en Londres, timbrados con un sello fiscal en relieve. Al igual que los impuestos anteriores, el impuesto a los sellos tenían que ser pagados en moneda británica válida, no en papel moneda colonial. Los colonos se negaban a pagar este nuevo impuesto puesto que no tenían representación alguna en el parlamento británico. Nace así el concepto de No taxation without representation. Además, estas nuevas leyes eran ilegales según la Declaración de Derechos de 1689 que impuso el Parlamento inglés al príncipe Guillermo de Orange para poder suceder al rey Jacobo II.
Volviendo al siglo XVIII, el parlamento rechazó las protestas coloniales y afirmó su autoridad al aprobar nuevos impuestos, como es el caso del Acta del Té, la cual gravaba la importación proveniente de la metrópoli de distintos productos, incluido el té, para beneficiar así a la Compañía Británica de las Indias Orientales, la cual había comenzado su expansión por Asia, a quien los colonos boicoteaban comprando el té de los Países Bajos. En 1773 tiene lugar Motín del té en Boston cuando un grupo de colonos disfrazados de indios arrojó al mar el cargamento de té de tres buques británicos.

### La guerra

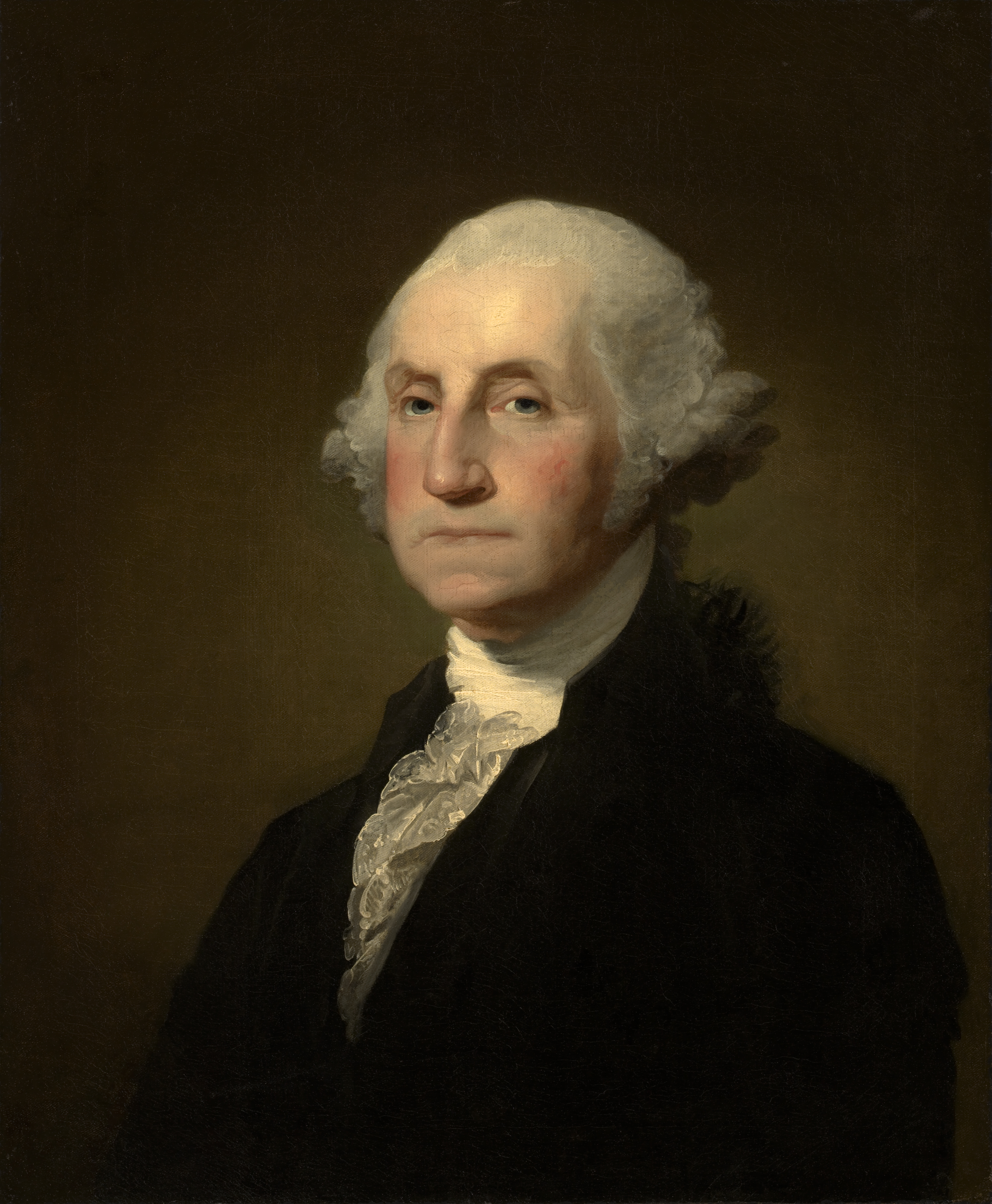
George Washington.

Las tensiones entre metrópoli y colonia eran cada vez mayores. Inspirados por los ideales de la Ilustración, los intelectuales estadounidenses comenzaron a plantear la idea de una independencia para las Trece Colonias. En 1774 tiene lugar el Primer Congreso Continental, la primera reunión de colonos contra la Corona británica y a favor de una patria independiente. Comienzan a formarse milicias de colonos por la independencia.
En Concord un grupo de rebeldes se hizo con el control de un depósito de armas, razón por la cual el 19 de abril de 1775 soldados británicos salieron de Boston en dirección a Concord.  En el poblado de Lexington, defendido por milicianos, comenzaron los combates. En mayo de 1775, un Segundo Congreso Continental se reunió en Filadelfia y empezó a asumir las funciones de gobierno nacional. Nombró catorce generales, autorizó la invasión de Canadá y organizó un ejército de campaña bajo el mando de George Washington, un hacendado virginiano y veterano de la guerra franco-india. El 17 de junio de ese mismo año tiene lugar la batalla de Bunker Hill la cual concluye con una victoria pírrica británica. El 4 de julio de 1776 se firma la Declaración de Independencia de los Estados Unidos. El 4 de julio se acabará convirtiendo en el día nacional de los Estados Unidos.

Cuadro de John Trumbull conocido como Declaración de la Independencia en la que los comisionados presentan los trabajos preparatorios al Congreso de los Estados Unidos.

El desarrollo inicial fue claramente de dominio inglés, pero su curso cambiaría cuando tras la batalla de Saratoga en 1777, primera gran victoria estadounidense. Francia, al mando del marqués de La Fayette, y posteriormente España, al mando de Bernardo de Gálvez entraron en guerra apoyando a los independentistas norteamericanos. Por consiguiente, también se realizaron combates en Gibraltar, las Islas Baleares y el subcontinente indio, donde franceses y británicos competían por el control colonial. Los rebeldes norteamericanos pasaron de ser un grupo desorganizado para convertirse en un ejército en toda regla, el Ejército Continental.
En 1781 los británicos sufren una aplastante derrota en la batalla de Yorktown. En 1783, por el Tratado de París de 1783, Gran Bretaña se ve obligada a reconocer la independencia de las trece colonias británicas, tal y como estas habían redactado en la Declaración de Independencia de 1776.
Una vez lograda la independencia, resultó muy complicado poner de acuerdo a todas las antiguas colonias sobre si seguían como estados independientes, o se reunían en una sola nación. Tras varios años de negociaciones, en 1787, cincuenta y cinco representantes de las antiguas colonias se reunieron en el Congreso de Filadelfia con el fin de redactar una constitución. Se creaba así un gobierno federal único, con un Presidente de la República y dos Cámaras Legislativas (Cámara y Senado) como solución intermedia. Se redactó también la Constitución de 1787, y se convocaron elecciones de las que George Washington fue elegido primer Presidente de los Estados Unidos bajo la nueva constitución.
Esta constitución estaba inspirada en los principios de igualdad y libertad que defendían los ilustrados y se configuró como la primera carta magna que recogía los principios del liberalismo político, estableciendo un régimen republicano y democrático. La independencia y democracia estadounidense causó un notable impacto en la opinión y la política de Europa y América Latina.
George Washington gobernó con un estilo federalista. Cuando los agricultores de Pensilvania se negaron a pagar un impuesto federal sobre el licor, Washington movilizó a un ejército de quince mil hombres para sofocar la Rebelión del Whisky. Con Alexander Hamilton al frente de la Secretaría de Hacienda, el gobierno federal se hizo cargo de las deudas de cada estado y creó una banca nacional. Estas medidas fiscales fueron concebidas para alentar la inversión y persuadir a la iniciativa privada a que apoyara al nuevo gobierno.

## Estados Unidos (1789-1861)

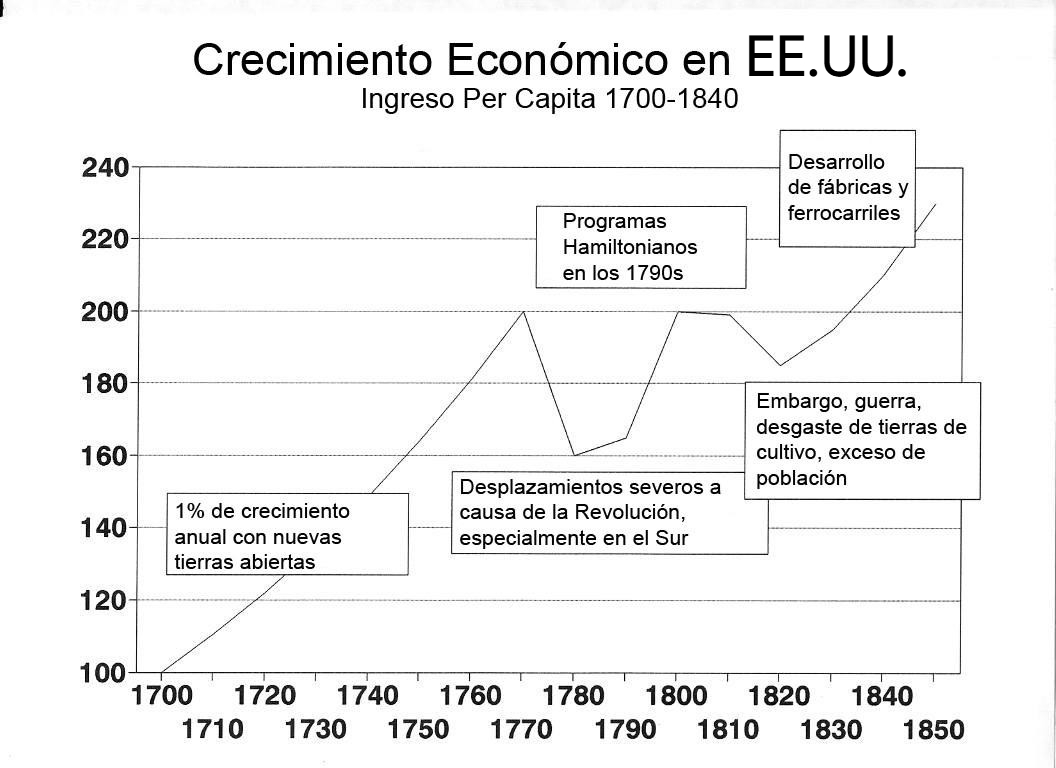
Ingreso per cápita de las Trece Colonias y, tras su independencia, de los Estados Unidos entre los años 1700 y 1840.

En 1797, a George Washington le sucedió otro federalista, John Adams, quien se vio envuelto en una guerra naval no declarada contra la Francia de Napoleón, la Cuasi-Guerra. En una atmósfera de histeria bélica, el Congreso, controlado por los federalistas, aprobó en 1798 las Leyes sobre Extranjeros y Sedición. Estas medidas permitieron la deportación o arresto de extranjeros «peligrosos» y prescribieron multas o prisión por publicar ataques «falsos, escandalosos y maliciosos» contra el gobierno. Diez editores republicanos fueron condenados conforme a la Ley de Sedición, la cual fue duramente denunciada por el abogado virginiano y principal autor de la Declaración de Independencia Thomas Jefferson.
En 1803 la joven nación realiza la compra de Luisiana a Francia, que había recuperado el territorio tras la Guerra de Independencia.

### Guerra anglo-estadounidense de 1812

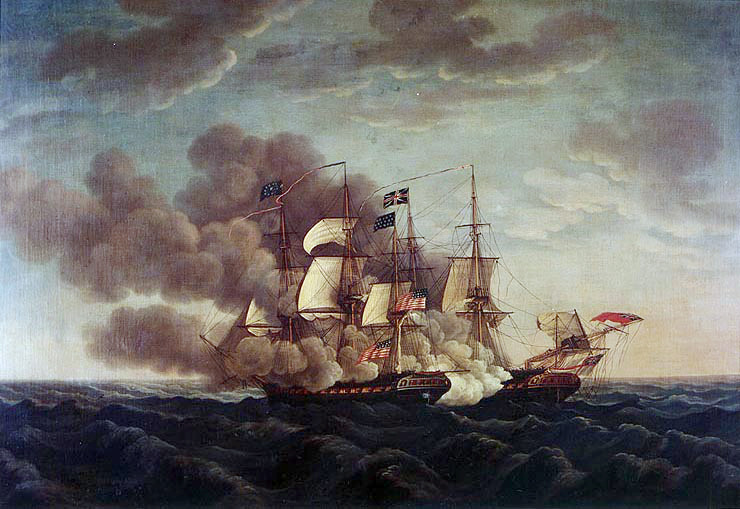
El USS Constitution derrota al HMS Guerriere durante la Guerra de 1812.

En 1807, Gran Bretaña introdujo una serie de restricciones comerciales para impedir el comercio estadounidense con Francia, en respuesta al apoyo estadounidense a Napoleón Bonaparte, con quien Gran Bretaña estaba en guerra. Los Estados Unidos impugnaron estas restricciones como un bloqueo ilegal. El reclutamiento forzoso de ciudadanos estadounidenses en la Royal Navy y el apoyo militar de Gran Bretaña a los nativos americanos, quienes se oponían a la expansión de la frontera estadounidense en el noroeste, agravó aún más la tensión entre los dos países. Comenzaba así la Guerra de 1812.
Estados Unidos, bajo el mando de James Madison, procedió a la invasión de la colonia británica de Canadá. Para sorpresa de los estadounidenses, los británicos y colonos canadienses no solo resistieron, sino que expulsaron a los invasores del país. Los Estados Unidos respondieron con una segunda ofensiva en el este de Canadá, pero esta invasión también fue derrotada. El gobernador británico de Canadá, George Provost, ordenó una contraofensiva. Los británicos saquearon la ciudad de Detroit y se hicieron con el control de todo el estado de Maine.
Gran Bretaña puso en marcha una política de cinco puntos los cuales eran:
- El bloqueo de la costa atlántica de los Estados Unidos
- La invasión de la región de la bahía de Chesapeake
- La toma de Washington
- La toma de Nueva Orleans
- La invasión del valle del río Misisipi

Esta estrategia se basaba en la enorme superioridad de la Armada británica. Los británicos bloquearon con éxito la costa atlántica e invadieron la región de Chesapeake. El ejército estadounidense atacó a los británicos en la batalla de Bladensburg pero fueron derrotados, dejando así un camino de menor resistencia entre la bahía de Chesapeake y Washington. El 24 de agosto de 1814, el ejército británico entró en la capital. El presidente Madison había ordenado que la ciudad fuese evacuada, por lo que una vez más, los británicos no encontraron resistencia armada. El general británico, George Cockburn, ordenó arrasar la ciudad. La Casa Blanca, el Capitolio de Estados Unidos, la sede de la Armada, la Biblioteca del Congreso, y el Tesoro de Estados Unidos fueron quemados.
La derrota y el retorno al colonialismo parecía inevitable para los estadounidenses, pero, de repente, la marea de la guerra comenzó a girar. Dos semanas después del saqueo de Washington, el ejército estadounidense rechazó al ejército británico en la batalla de North Point, obligándolo a retirarse hacia el Océano Atlántico. Los británicos lanzaron una segunda ofensiva en contra de la ciudad portuaria de Baltimore, pero los estadounidenses rechazaron la invasión con éxito.
Madison hizo un llamamiento para la paz. En diciembre de 1814, los funcionarios de los dos países se reunieron en Gante, Bélgica y acordaron firmar un tratado de paz que resultó en el reconocimiento del statu quo ante bellum. Sin embargo la noticia del tratado de Gante no llegó a los Estados Unidos hasta varios meses después. Mientras tanto, los británicos lanzaron su asalto final sobre las ciudades portuarias de Nueva Orleans y Mobile. El general estadounidense y futuro presidente, Andrew Jackson, llevó a los estadounidenses a la victoria en la batalla de Nueva Orleans, pero los británicos capturaron con éxito Mobile. Noticias del tratado de paz por fin llegaron a Estados Unidos el 23 de marzo de 1815 y los británicos retiraron todas las tropas y terminaron el bloqueo naval.
Hoy en día, la guerra sigue siendo objeto de acalorado debate entre los estadounidenses, británicos y canadienses, con cada uno de los tres pueblos proclamando la victoria.

### Los primeros años de Estados Unidos independiente

#### La conquista de Florida
Ya desde antes de la Guerra de 1812 en la frontera de la Florida española con el estado de Georgia existían fuertes tensiones debido a que los cazadores de esclavos estadounidenses perseguían a los Semínolas negros del norte de colonia española. Estas tensiones aumentaron cuando los británicos ayudaron a los Seminolas contra los estadounidenses en la Guerra de 1812. En 1814, los estadounidenses invadieron el norte de la Florida española comenzando así las guerras Seminolas. España protestó ante esta invasión pero poco o nada pudo hacer por pararla ya que la gran mayoría del ejército español, recién salido de su propia guerra de independencia, se encontraba en América Latina luchando contra los independentistas. Se buscó una solución pacífica al conflicto, el tratado de Adams-Onís de 1819, por el cual se comprometía a ceder la Florida española a los Estados Unidos en 1821.

#### La expansión hacia el oeste

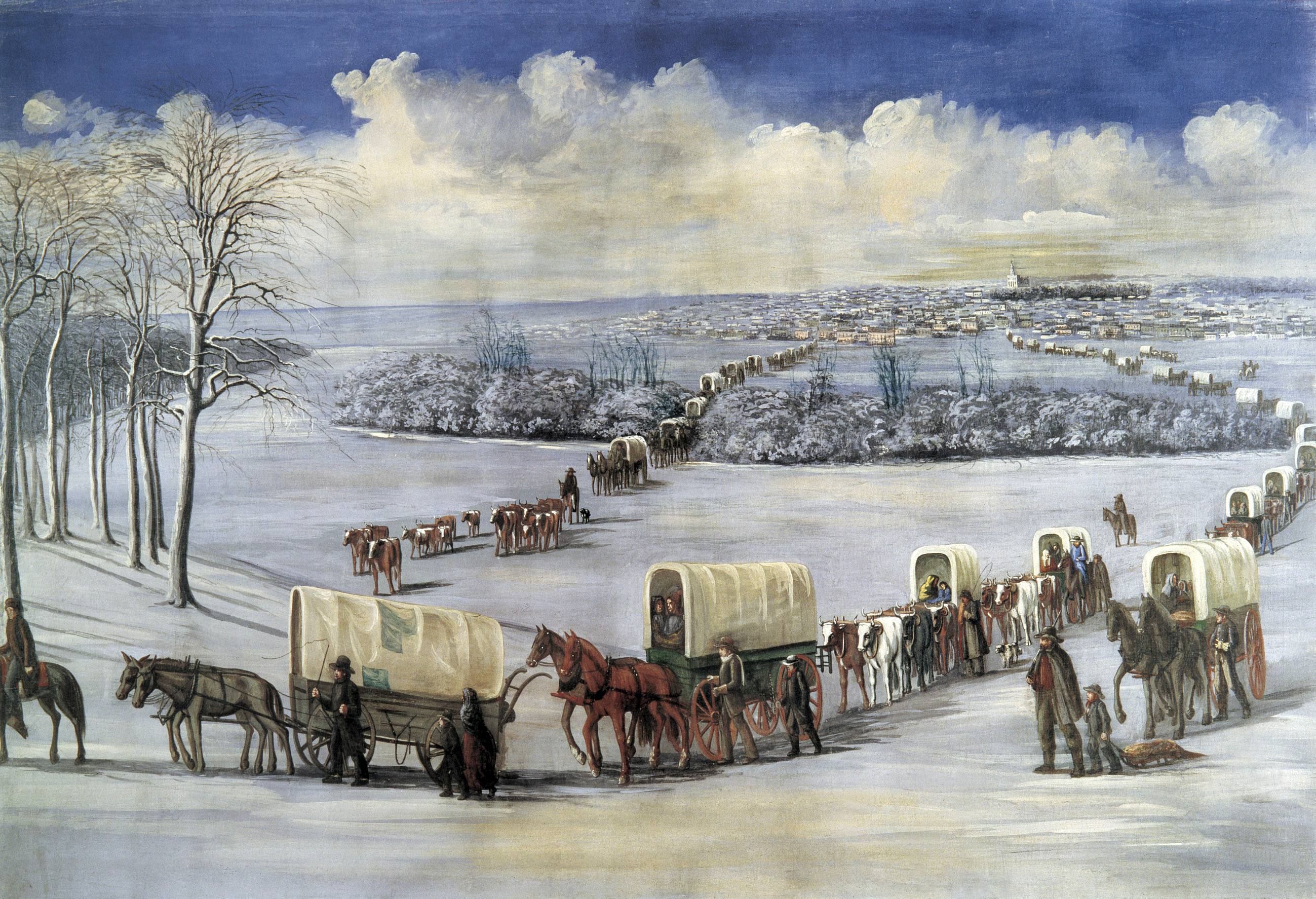
Crossing the Mississippi on the ice (‘el cruce del Misisipi sobre el hielo’), de C. C. A. Christensen.

Después de esta segunda guerra, Estados Unidos gozó de un período de rápida expansión económica, sobre todo a partir de la colonización y expansión hacia el oeste. Ya a fines del siglo XVIII se había iniciado el avance imparable de los colonos, bien desde los trece estados originales (las antiguas trece colonias que están representadas en las trece barras de la bandera estadounidense) o directamente desde el continente europeo. Por lo general, se trataba de emigrantes anglosajones (irlandeses, escoceses, ingleses y galeses) y de otros países de la Europa Central y Occidental (principalmente alemanes).
Las caravanas de colonos fueron los verdaderos motores de la ocupación progresiva del continente hacia el oeste. Sin embargo, no se trató de la ocupación de áreas desocupadas, ya que gran parte del territorio estaba previamente ocupado por pueblos originarios, colonos franceses procedentes del Canadá francés, así como todas las ciudades fundadas por los españoles antes en los territorios de Arizona, Texas, Colorado, Nuevo México, Utah, Nevada y California. Así pues, ciudades como Detroit, Dubuque, Saint Louis, Nueva Orleans, Baton Rouge, Des Moines, Louisville y muchas otras, ya habían sido fundadas por los franceses bastantes años antes de esa especie de estampida hacia el oeste, y lo mismo podía decirse de las ciudades fundadas por los españoles que procedían de México, como Socorro, San Antonio, Albuquerque, Santa Fe, El Paso, San Diego, San Bernardino, Los Ángeles, Monterrey, San Francisco, etc. que se habían fundado durante los siglos XVI y XVII.
Toda esta expansión hacia el Lejano Oeste (Far West) se vio dinamizada por dos hechos muy importantes: el descubrimiento de oro en California (1848) y la culminación de la red ferroviaria con la primera línea transcontinental en 1869 (el primer ferrocarril de vapor se había inaugurado en Baltimore (Maryland), en 1830). Una red nacional de carreteras y canales recorría el país, buques de vapor surcaban los ríos, y la Revolución industrial había llegado a Estados Unidos: la región de Nueva Inglaterra contaba con fábricas de textiles y Pensilvania con fundiciones de hierro. No obstante, el sur del país continuaba siendo una región poco industrializada cuya economía se basaba en la agricultura esclavista.

### Guerra contra México
Entre las décadas de 1820 y 1830, después de la proclamación de la Doctrina Monroe de expansión territorial hacia el Pacífico, miles de colonos estadounidenses se establecieron en las comunidades anglosajonas de Texas (entonces territorio mexicano). En aquel momento el gobierno mexicano se encontraba en una mala situación económica al término de una guerra de independencia con España que duró más de una década, y dio la bienvenida a los colonos. El gobierno mexicano obtuvo fondos vendiendo tierras a estos colonos que prefirieron mudarse a territorio mexicano en vez de pagar altos precios en Luisiana y otros estados del sur. Estos colonos esperaban, además, que Estados Unidos comprara Texas para proveer de más tierra a sus nuevos ciudadanos.

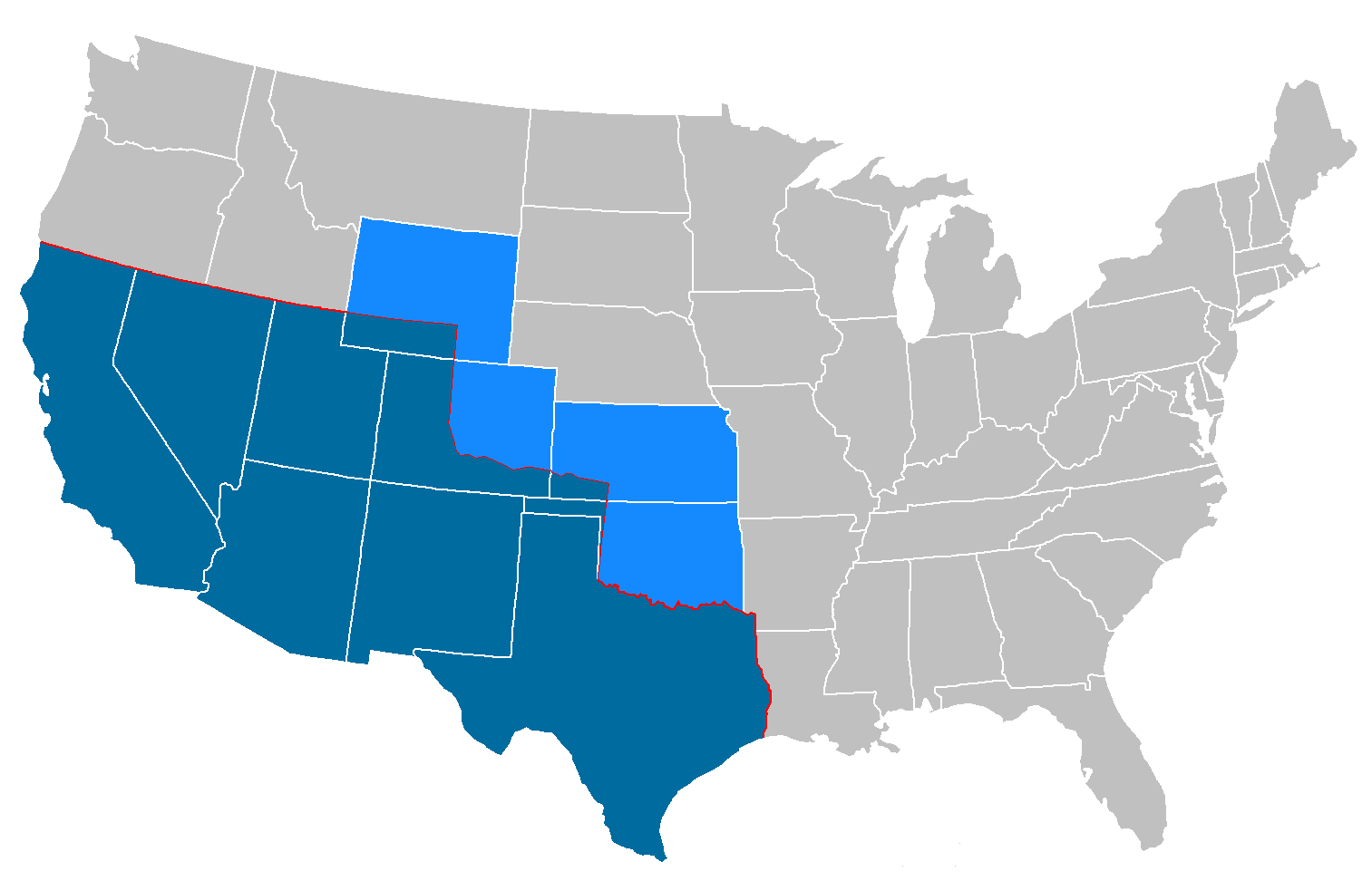
Azul oscuro: Estados de EUA que fueron parte de México
Azul claro: Estados de EUA que sólo una parte de ellos fue parte de México.

En 1820 un empresario de Misuri, Moses Austin, había negociado con España para que se le permitiera llevar trescientos colonos a Texas. Stephen Austin, el hijo (conocido como el padre de la República de Texas), siguió estos planes con el nuevo gobierno mexicano, escogiendo colonos que fueran buenos trabajadores y que pudieran ser leales al gobierno mexicano. El gobierno mexicano, que había abolido la esclavitud, toleró que los colonos trajeran sus esclavos para trabajar las tierras y venderlos a otros colonos pero se listaban como «sirvientes contratados» (indentured servants en inglés). Problemas con el nuevo gobierno del presidente Antonio López de Santa Anna causaron que los colonos se levantaran en armas y lucharan, con apoyo de los Estados Unidos, para obtener la independencia, ya que para entonces los colonos anglosajones eran más numerosos que los colonos mexicanos. Pese a la aplastante derrota de la Batalla de El Álamo, Texas logró independizarse en 1836 a través del Tratado de Velasco, para ser finalmente incorporada a los Estados Unidos.
Texas no era el único territorio mexicano donde existía una población considerablemente grande de estadounidenses. Esto, sumado a la anexión de Texas, al Incidente de Thornton y a la Doctrina Monroe provocó el estallido de la Intervención estadounidense en México en 1846. Los estadounidenses desembarcaron en Veracruz y conquistaron la capital, tras lo cual los mexicanos se vieron obligados a firmar el Tratado de Guadalupe Hidalgo en 1848, por el cual los Estados Unidos se anexionaron los actuales estados de California, Nuevo México, Arizona, Nevada, Utah, Colorado y parte de Wyoming. Los residentes hispanos recibieron plena ciudadanía.

### La abolición de la esclavitud

Abraham Lincoln.

Desde su nacimiento, Estados Unidos se convirtió en el más importante comprador de esclavos para satisfacer la demanda de mano de obra en las pesadas labores agrícolas. Brasil tuvo más esclavos. Como bien se dijo antes, la esclavitud se extendía entre los estados sureños cuya economía era prácticamente agrícola.
La Isla de Gorea, ubicada a unos cuantos kilómetros frente a la costa de Senegal, en el océano Atlántico, fue el lugar desde donde se organizó el tráfico de esclavos hacia Estados Unidos de América, que durante los siglos XVII, XVIII y hasta la abolición de la esclavitud, en el siglo XIX, desplazó a más de veinte millones de personas de África.
En las elecciones presidenciales de 1860, el recién creado Partido Republicano dirigido por Abraham Lincoln, apoyó la prohibición de la esclavitud en todos los territorios de Estados Unidos. Los estados del sur vieron esto como una violación de sus derechos constitucionales y como el primer paso en un gran plan republicano para finalmente abolir la esclavitud. Los tres candidatos a favor de la Unión recibieron una abrumadora mayoría del 82 % de los votos a nivel nacional: los votos del republicano Lincoln se centraron en el norte, los votos del demócrata Stephen A. Douglas se distribuyeron a nivel nacional y los votos del congresista constitucional John Bell se centraron en Tennessee, Kentucky y Virginia.».

## La Guerra Civil en Estados Unidos (1861-1865)
De los treinta y cuatro estados de Estados Unidos en febrero de 1861, siete estados esclavistas del sur individualmente declararon su secesión de los Estados Unidos para formar los Estados Confederados de América, o el Sur. La Confederación creció para incluir once estados esclavistas. La Confederación nunca fue diplomáticamente reconocida por el Gobierno de los Estados Unidos, ni fue reconocida por ningún país extranjero.
La guerra estalló en abril de 1861, cuando las fuerzas de los Estados Confederados, presididos por Jefferson Davis atacaron Fort Sumter en Carolina del Sur, poco después de que el presidente Abraham Lincoln asumiera su cargo. Los nacionalistas de la Unión proclamaron lealtad a la Constitución de los Estados Unidos. Se enfrentaron a secesionistas de los Estados Confederados, que defendían los derechos de los estados a secesión y a mantener la esclavitud.
La Unión, nombre dado al gobierno de Lincoln, puso en marcha el Plan Anaconda, un bloqueo naval y fluvial a través del Océano Atlántico, el río Misisipi y del río Tennessee. El Sur no disponía de barcos por lo que no podía parar el bloqueo. Se tuvo que improvisar una armada con buques mercantes artillados y barcos de guerra capturados al Norte. El 8 de marzo de 1862, el acorazado CSS Virginia atacó a los barcos de bloqueo en las costas de Virginia. En un principio cayó la victoria de su lado, pero al día siguiente llegó el nuevo barco de guerra de la Unión, el moderno acorazado USS Monitor en la batalla de Hampton Roads. La batalla concluyó en un empate, lo que supuso una victoria estratégica para la Unión, ya que se mantuvo el bloqueo.
En julio de 1863, en la batalla de Gettysburg, la Unión vence a los confederados en la que probablemente sea la batalla más importante de la guerra.

## Historia de Estados Unidos (1865-1918)

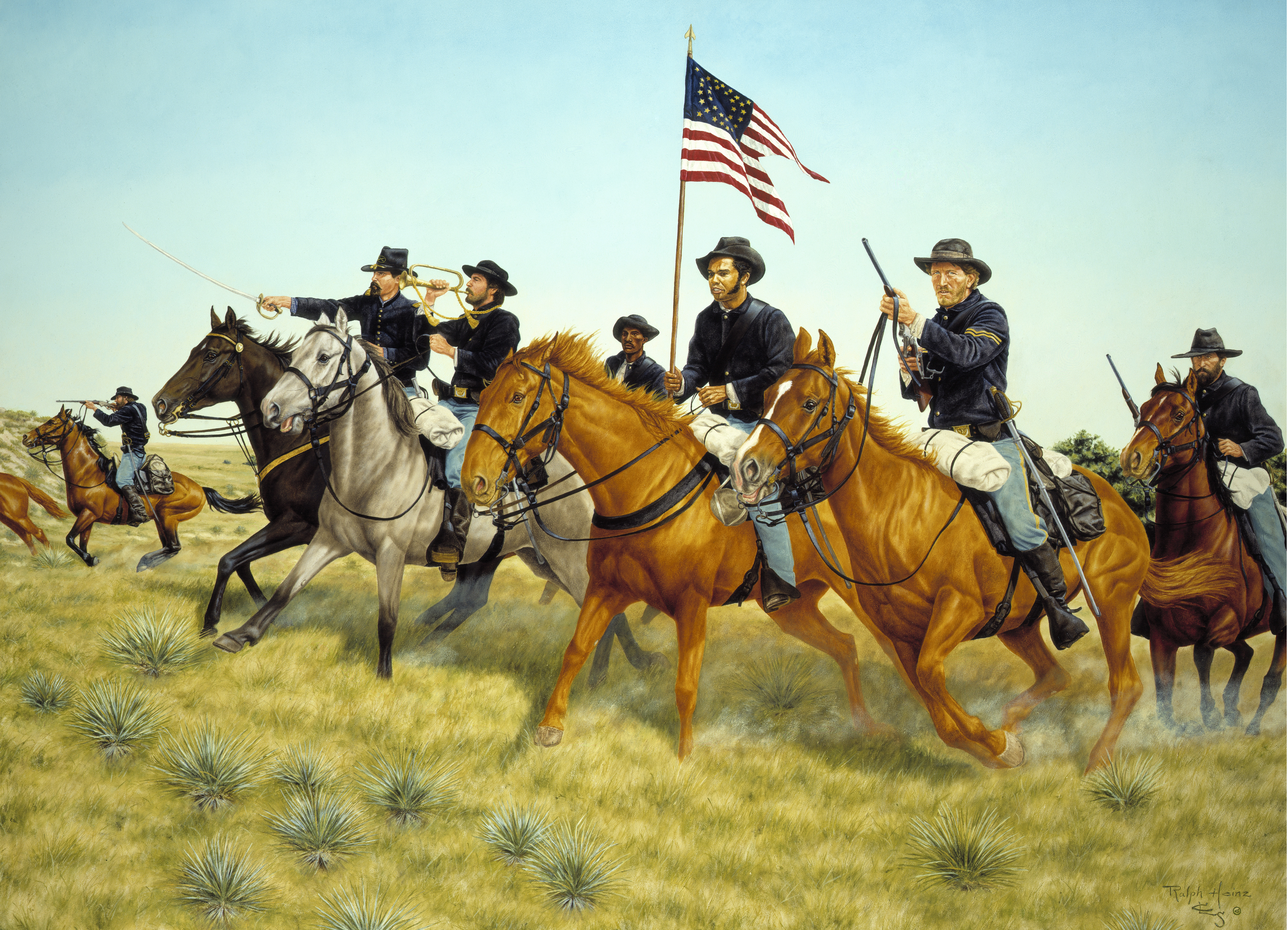
Tropas de la caballería estadounidense durante la Batalla de Prairie Dog Creek, en 1867, en el contexto de las Guerras indias.

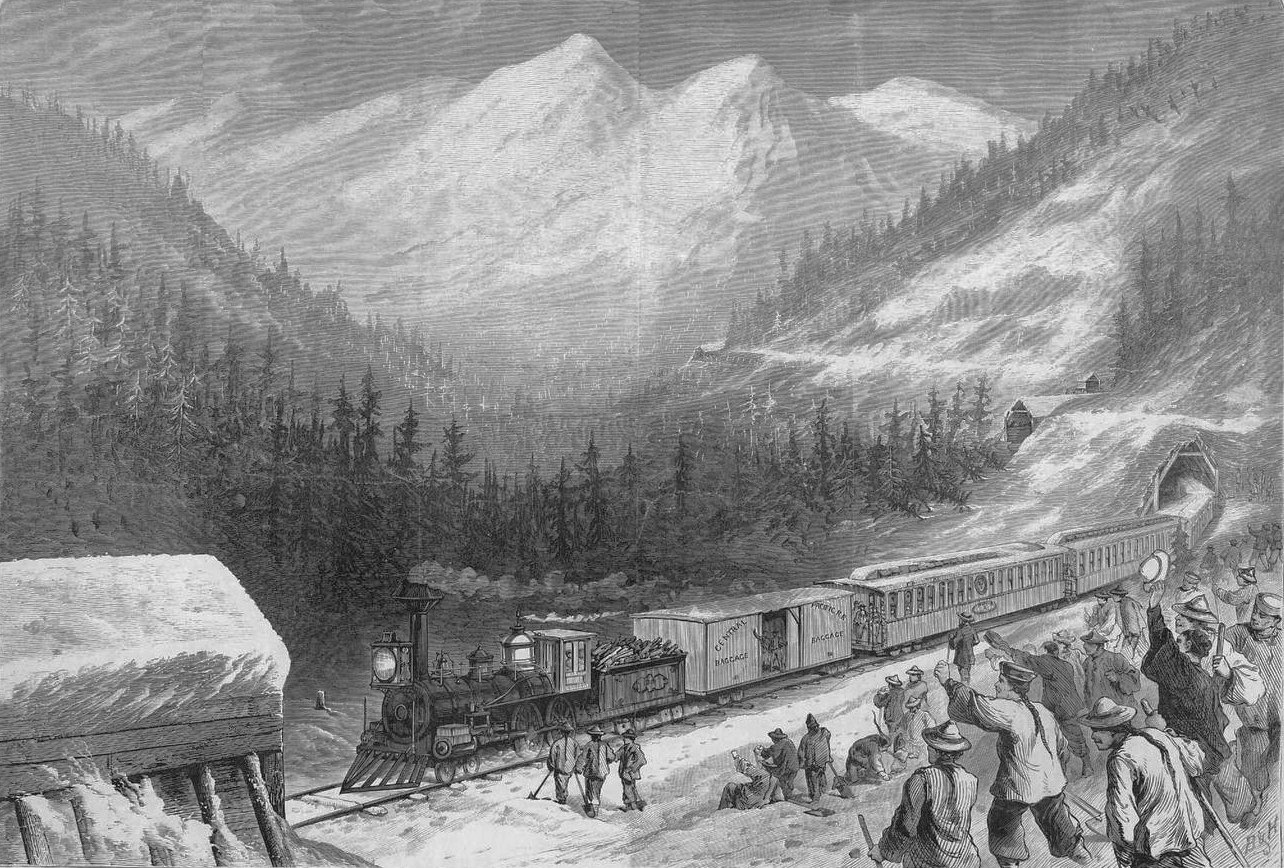
Obreros chinos construyendo el primer ferrocarril transcontinental de Estados Unidos.

### La reconstrucción
Entre 1865 y 1877 tiene lugar el período de la Reconstrucción, el cual se caracterizó por los intentos del gobierno de Washington de sanar las heridas de la guerra. Se modificó la constitución para otorgar libertad y derechos a los negros: A través de la Decimotercera Enmienda se prohibía la esclavitud, la Decimocuarta Enmienda extendía las protecciones legales federales a todos los ciudadanos independientemente de su raza y la Decimoquinta Enmienda abolía las restricciones raciales para votar.
La Reconstrucción no fue tarea fácil. Los políticos del sur pusieron en marcha las Leyes Jim Crow bajo el principio de Separados pero iguales. Por consiguiente, se estableció la segregación racial en todas las instalaciones públicas. Estas leyes afectaron a casi todas las instalaciones públicas y al transporte, incluidos los vagones de los trenes y autobuses interestatales. Las instalaciones para los afroamericanos y los nativos americanos eran consistentemente inferiores y carecían de fondos suficientes en comparación con las instalaciones para los estadounidenses blancos; a veces, no había instalaciones para los negros.
En 1865 se funda el Ku Klux Klan, una organización terrorista supremacista blanca que llevará a cabo violentos ataques contra la comunidad negra, los políticos favorables a la reconstrucción y los Carpetbaggers, los inmigrantes que llegaban al sur desde los estados del norte. Si bien el primer Ku Klux Klan fue disuelto por Ulysses S. Grant, a través del Acta de Derechos Civiles de 1871, el Klan reapareció a comienzos del siglo XX. Las principales causas que explican el renacimiento de la organización eran la cada vez mayor inmigración, siendo el Klan una organización antisemita y anticatólica, el estreno en 1915 de la película El nacimiento de una nación de D. W. Griffith, la cual idealizaba al primer Ku Klux Klan, y el caso Leo Frank, un judío linchado en 1915 en Georgia tras ser acusado de violación y asesinato. El asesinato de Frank generó una oleada de antisemitismo por todo el país.

### Inmigración y crecimiento económico y territorial
La segunda mitad del siglo XIX en Estados Unidos se caracterizó por la Revolución industrial, la inmigración desde el este hacia los nuevos territorios en el oeste y por llegada al país de una gran cantidad de inmigrantes europeos, sobre todo irlandeses y alemanes. Zane L. Miller, «Cincinnati Germans and the Invention of an Ethnic Group», «Queen City Heritage: The Journal of the Cincinnati Historical Society».
Al Nuevo Mundo también llegaron una cantidad considerable de judíos que llegaron a América huyendo de los pogromos que sufrían en Europa, sobre todo en el Imperio ruso. No obstante, a Estados Unidos también llegaron inmigrantes asiáticos, sobre todo japoneses y chinos. A finales del siglo XIX, y sobre todo a comienzos del siglo XX, el principal grupo inmigrante será el italiano.
Con excepción de la compra de Alaska a Rusia en 1867, la expansión territorial de Estados Unidos se había detenido en 1848. No obstante, muchas aéreas que de iure pertenecían al gobierno estadounidense seguían estando controladas por tribus indias. Cabe destacar las Guerras Navajo, las Guerras apaches y sobre todo la Guerra de Black Hills contra los lakotas liderados por Toro Sentado y Caballo Loco. Fue durante esta guerra cuando tuvo lugar la Batalla de Little Bighorn en la cual el 7.º Regimiento de Caballería del Ejército de los Estados Unidos, liderado por George Armstrong Custer, sufrió una humillante derrota por parte de los hombres de Toro Sentado.
Libro de Scott Douglas D |fecha=2013 |título=Archaeological Perspectives on the Battle of the Little Bighorn|url=https://books.google.com/books?id=iSUA23jOi1sC&pg=PA244 |ubicación=Norman, OK |editorial=University of Oklahoma Press|página=244 |isbn=0806132922}}

### El colonialismo estadounidense
Alrededor de 1890, al mismo tiempo que muchas naciones europeas expandían sus imperios coloniales, un nuevo espíritu animó la política exterior estadounidense, la cual en gran medida seguía las pautas de la Europa septentrional. El comienzo del colonialismo estadounidense suele situarse en el golpe de Estado llevado a cabo por estadounidenses en el Reino de Hawái en el año 1893. La reina Liliuokalani es forzada a abdicar y se establece república, estado títere de los Estados Unidos, hasta que en 1898 Hawái queda definitivamente incorporado a los Estados Unidos.
Mientras tanto, en el Caribe, Cuba se sublevaba contra el colonialismo de España. El gobierno de William McKinley vio en la rebelión la oportunidad perfecta de establecer un imperio colonial en América Latina. En 1898, tras la explosión accidental del USS Maine en la bahía de La Habana, de la cual se acusa a los españoles, estalla la guerra hispano-estadounidense. Los estadounidenses no sólo atacarán Cuba, también enviarán a la Marina a Filipinas. En la Batalla de Cavite, en la Bahía de Manila, la flota española es fácilmente vencida por la norteamericana. Poco tiempo después, las tropas americanas desembarcan en Puerto Rico y Cuba. Tras poco más de tres meses de guerra, los españoles se rinden a los estadounidenses. La paz se firmará a través del Tratado de París. Cuba se independiza de España y Estados Unidos se hace con el control de Puerto Rico, las Filipinas y la isla de Guam en el Océano Pacífico. 
No obstante, poco tiempo después de la rendición española, estalla una nueva contienda en Filipinas, enfrentando a los estadounidenses con los independentistas filipinos, quienes les habían ayudado contra los españoles en la anterior guerra. Comienza así la guerra filipino-estadounidense, que asoló el archipiélago asiático.
En la década de 1910 estalla la Revolución Mexicana. Preocupado por la situación en el país, el presidente Woodrow Wilson ordena ocupar Veracruz en 1914, en una acción que busca brindar apoyo a Venustiano Carranza, revolucionario afín a los Estados Unidos.
Además, en la frontera sur de los Estados Unidos se viven momentos de tensión. Comienza la llamada Guerra fronteriza que enfrenta a las tropas estadounidenses con las distintas facciones revolucionarias de México especialmente los maderistas, los carrancistas y sobre todo los villistas. Estos últimos atacarían directamente a Estados Unidos en 1916 en la llamada Batalla de Columbus. Esta acción por parte de Villa provocó la Expedición Punitiva encabezada por el general John J. Pershing que oficialmente iniciaría el 14 de marzo de 1916 y concluiría el 17 de febrero de 1917. El propósito de la intervención de los estadounidenses del norte en México era capturar a Villa para ajusticiarlo en Estados Unidos. La expedición fracasó.
También es importante explicar la injerencia por parte del Imperio alemán en México y otros lugares de América Latina. El interés alemán en Haití lleva a que en 1915, con Alemania ya involucrada en la Primera Guerra Mundial, Estados Unidos invada el país. Al año siguiente invaden la República Dominicana. La República Dominicana permanecerá ocupada hasta 1924 y Haití hasta 1934.

### La Primera Guerra Mundial

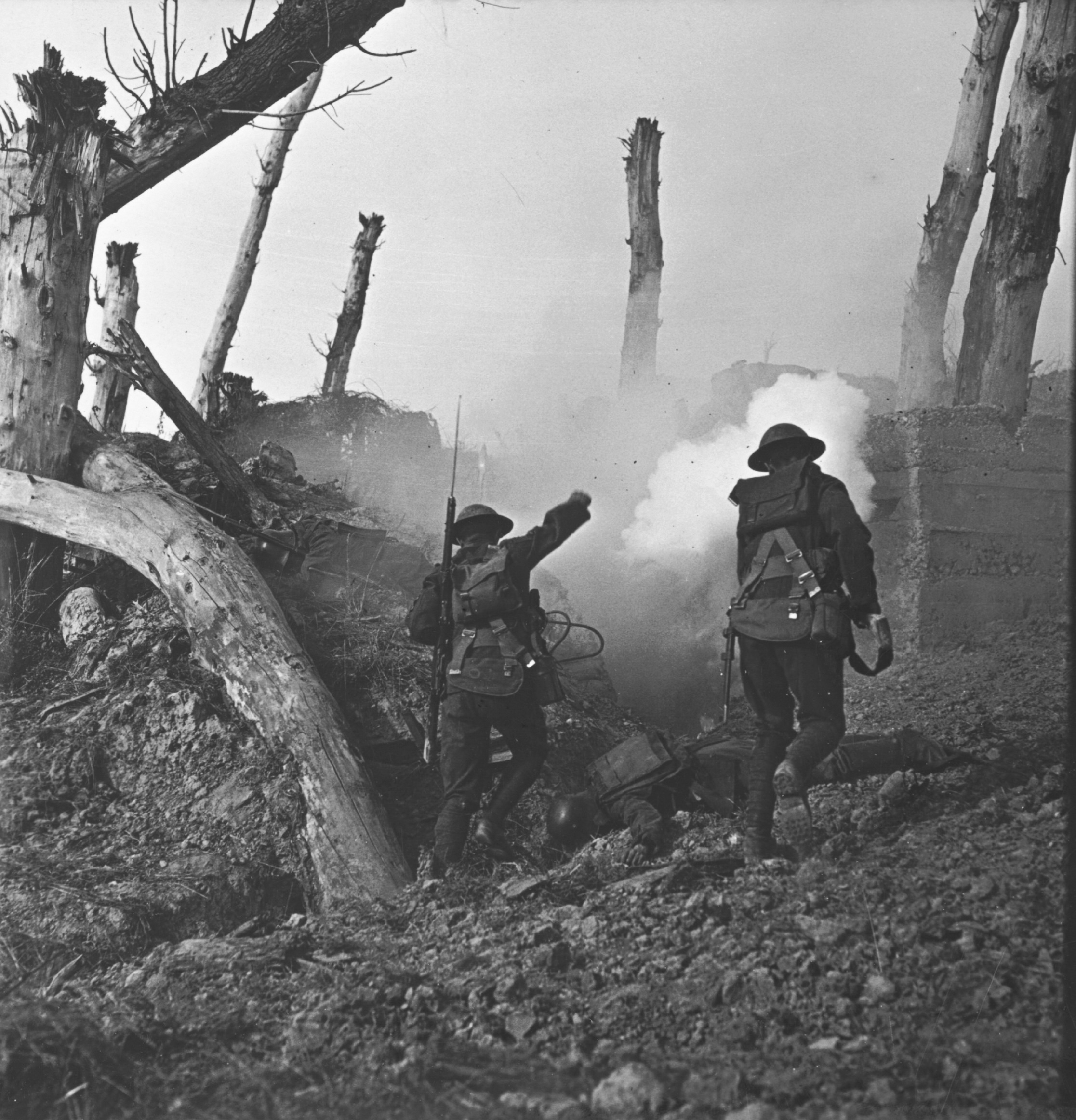
Soldados estadounidenses en la Primera Guerra Mundial.

Cuando en 1914 estalló la Primera Guerra Mundial la mayoría de los ciudadanos estadounidenses se mostraban contrarios a que Estados Unidos interviniese en la misma. Además, debido a que los principales grupos migratorios eran el alemán y el británico (tanto ingleses como irlandeses, ya que por aquel entonces Irlanda todavía no se había independizado del Reino Unido) la opinión pública estaba fuertemente dividida. Con el tiempo, especialmente después de los informes sobre las atrocidades en Bélgica en 1914 y después del hundimiento del buque de pasajeros RMS Lusitania en 1915, el pueblo estadounidense llegó a ver cada vez más a Alemania como el agresor.
En 1917, Alemania decidió reanudar la guerra submarina sin restricciones contra cualquier barco que se acercara a aguas británicas, incluyendo navíos estadounidenses. Alemania también se puso en contacto con el gobierno de Carranza en México a través del Telegrama Zimmermann, interceptado por la inteligencia británica. En este documento Alemania se comprometía, a cambio de México atacase a Estados Unidos, a prestar asistencia financiera y armamentística  para que este país recuperase los territorios de Texas, Nuevo México y Arizona.
Como consecuencia de esto, el 6 de abril de 1917 el presidente Woodrow Wilson declaró la guerra a las Potencias Centrales. Por aquel entonces, el ejército de los Estados Unidos era pequeño y estaba mal equipado si lo comparamos con los ejércitos europeos. Millones de hombres tuvieron que ser reclutados, adiestrados, equipados y enviados a Europa a través de un océano infestado de submarinos. Para comienzos de 1918 ya había cerca de un millón de soldados de la Fuerza Expedicionaria Estadounidense en Francia. Al mando de esta unidad se encontraba John J. Pershing. Las fuerzas estadounidenses destacaron durante la Ofensiva de Primavera y la Ofensiva de los Cien Días. Wilson también envió tropas a la Rusia soviética en el marco de la intervención aliada en la guerra civil rusa, la llamada Expedición Oso Polar que permaneció en territorio ruso desde septiembre de 1918 hasta julio de 1919.
Los soldados estadounidenses llevaron a Europa el virus que provocó la devastadora Pandemia de gripe de 1918, cuyo origen se suele situar en Fort Riley, Kansas. Cerca de medio millón de estadounidenses fallecieron a causa de la gripe.

## Historia de Estados Unidos (1918-1945)
En 1919, Wilson viajó a Europa para participar en la Conferencia de Paz de París, la cual daría como resultado el Tratado de Versalles y el establecimiento de la Sociedad de Naciones, idea propuesta por el propio Wilson. No obstante, muchos estadounidenses temían que dicha organización mundial arrastrara a Estados Unidos a otra guerra extranjera razón por la cual Estados Unidos nunca ratificó el Tratado de Versalles ni pasó a formar parte de la Sociedad.

### Inestabilidad social y ley seca

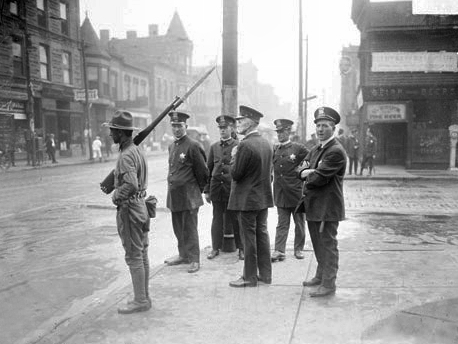
Policías y soldados en Chicago, durante el Verano Rojo de 1919.

La posguerra en Estados Unidos fue un período convulso. A la devastadora epidemia de gripe habrá que sumar una oleada de terrorismo anarquista y de fuertes movilizaciones obreras consecuencia de la Revolución rusa. Comenzaba el período conocido como Primer Temor Rojo cuyos puntos de máxima tensión fueron los ataques anarquistas de Luigi Galleani y el juicio de Nicola Sacco y Bartolomeo Vanzetti. El verano de 1919 fue apodado Verano Rojo debido a las constantes protestas y disturbios. No obstante, la mayoría de las tensiones vividas aquel verano fueron disturbios raciales y no obreros. Era la época de la Gran Migración Negra cuando cerca de dos millones de afroamericanos se trasladaron del campo a la ciudad. Los negros hubieron de competir con los inmigrantes europeos y asiáticos por el trabajo, lo que dio lugar a fuertes protestas.
El 17 de enero de 1920 entra en vigor la Decimoctava Enmienda a la Constitución de los Estados Unidos la cual prohibía la fabricación, venta o transporte de licores embriagantes dentro de los Estados Unidos y de todos los territorios sometidos a su jurisdicción, así como su importación a los mismos. Comenzaba la ley seca. Esta ley no consiguió reducir el consumo de alcohol en los Estados Unidos, floreciendo un gigantesco mercado negro en manos de gánsteres como Al Capone o Lucky Luciano.

### Los Felices Años Veinte y la Gran Depresión

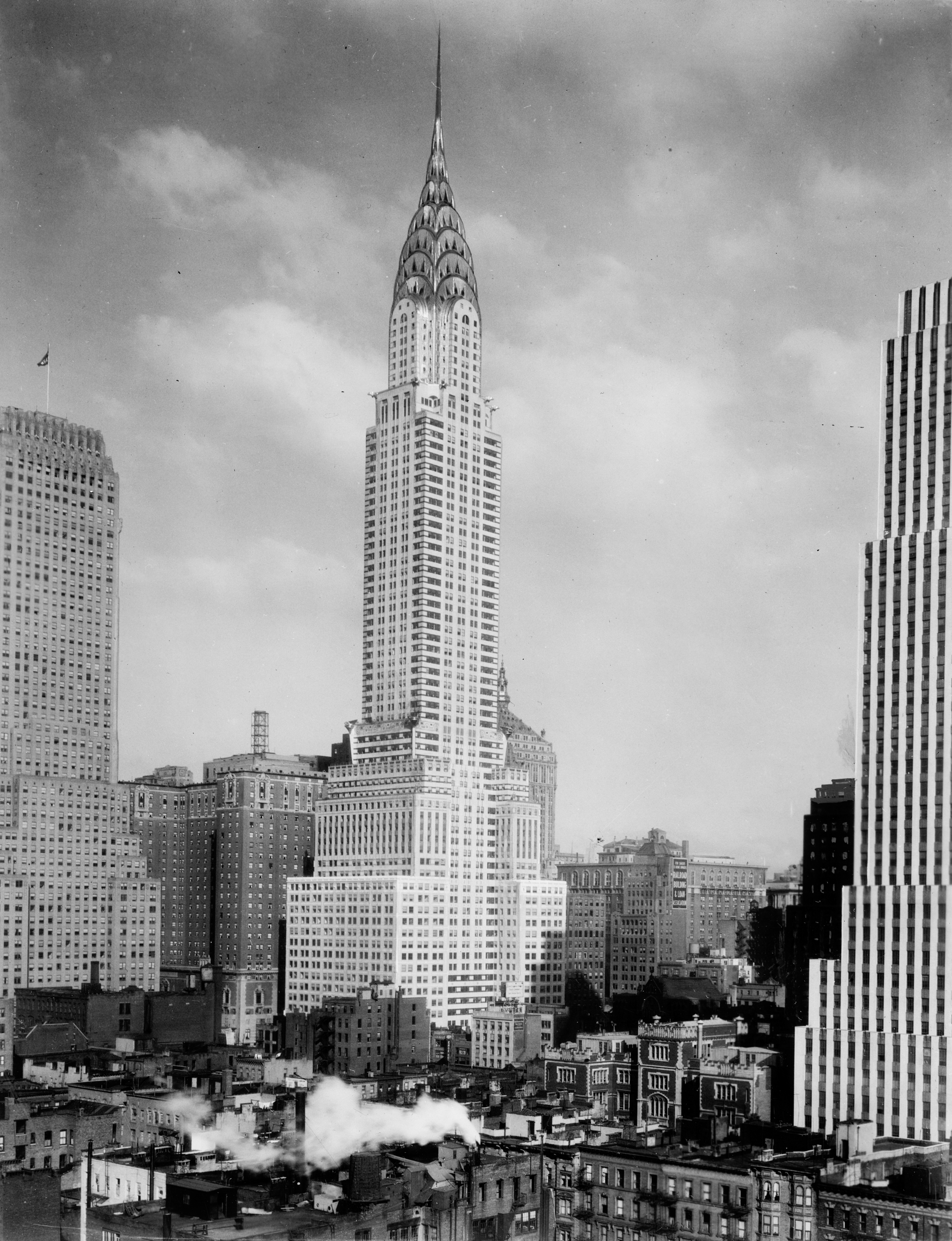
El Edificio Chrysler inaugurado en 1930 es considerado un símbolo de los Felices años veinte.

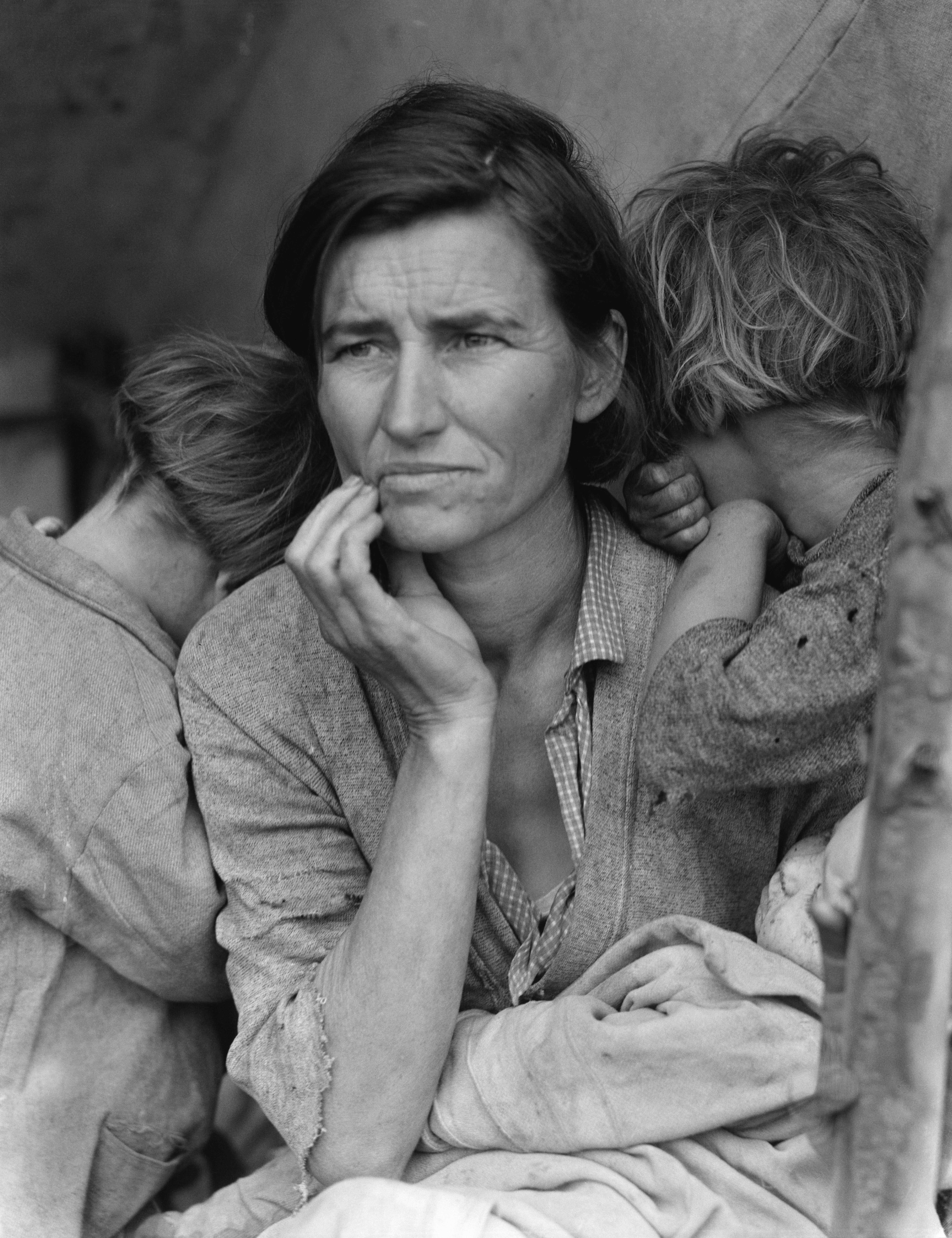
Madre migrante, fotografía de Dorothea Lange, todo un símbolo de la Gran Depresión.

La década de 1920 recibió el nombre de los Felices años veinte debido a la prosperidad económica que experimentaba el país. Estados Unidos desplazó a Gran Bretaña del liderazgo económico mundial. En Hollywood, California la industria del cine genera millones de dólares. Es la edad de oro de la aviación, la era de los aviadores como Charles Lindbergh, Amelia Earhart o Wiley Post. Del optimismo y de la bonanza económica también participó la Bolsa de valores, que vivió un prolongado incremento de las cotizaciones, lo que permitió la formación de una burbuja especulativa, financiada por el crédito. Se estaba formando toda una burbuja especulativa.
La burbuja acabó por explotar en el llamado Crac del 29.  La Bolsa de Nueva York experimentó una brutal caída en el llamado Jueves Negro (24 de octubre de 1929), seguida por el catastrófico Lunes Negro y el Martes Negro (28 y 29 de octubre de 1929). Una vez iniciado, el derrumbe en los precios de las acciones y de otros valores no pudo detenerse. Hacia 1932, miles de bancos y más de cien mil sociedades mercantiles habían quebrado. La producción industrial se redujo a la mitad, el ingreso agrícola decayó en más del 50%, los salarios bajaron un 60%, la inversión nueva se redujo un 90%, y uno de cada cuatro trabajadores estaba desempleado. Comenzaba la Gran Depresión. Las zonas agrarias del país, como es el caso de los estados de Texas, Nebraska u Oklahoma fueron las más perjudicadas, ya que a los devastadores efectos de la crisis hubo que sumar el Dust Bowl, una devastadora sequía. Miles de personas hubieron de emigrar en dirección a zonas más prósperas como es el caso de California. En las afueras de las grandes ciudades se forman Hoovervilles, barrios de chabolas llamados así por el entonces presidente Herbert Hoover.
En 1933 asume la presidencia el demócrata Franklin D. Roosevelt, quien pone en marcha la política del New Deal con el objetivo de sacar al país de la crisis. Esta política, acusada de socialista por la oposición, establece subsidios de desempleo, la Ley de Seguridad Social, la Comisión de Bolsa y Valores y un mayor control sobre los bancos. Además, se realizan obras públicas por todo el país con el objetivo de generar empleo y dotar al país de infraestructuras tales como la Presa Hoover. Igualmente, en 1933 Roosevelt pone fin a la ley seca a través de la Vigesimoprimera Enmienda. El fin definitivo de la Gran Depresión llegó en 1941 con la entrada de Estados Unidos en la Segunda Guerra Mundial y consiguiente aumento de la producción industrial.

### La Segunda Guerra Mundial
Cuando en 1939 Alemania invadió Polonia, dando comienzo a la Segunda Guerra Mundial, la opinión pública estadounidense estaba dividida, igual que durante la Primera Guerra Mundial. De la misma manera que algunos sectores de la población eran contrarios al nazismo, también existían defensores de esta ideología entre los que cabe destacar la figura de Charles Lindbergh, firme defensor del Tercer Reich y del aislacionismo Igualmente existían asociaciones germanófilas, como es el caso de la German American Bund. A nivel institucional, durante la década de 1930 el Congreso había aprobado distintas Leyes de Neutralidad que buscaban evitar la guerra.  Más hostil era la actitud ante el Imperio Japonés. La enemistad entre ambas potencias se remonta al Tratado naval de Washington de 1922 por el cual se restringía el número de buques de guerra que podía tener Japón. Tras la Invasión japonesa de Manchuria en 1931 y el comienzo de la segunda guerra sino-japonesa en 1937, en la que tuvieron lugar eventos tales como el ataque nipón al barco estadounidense USS Panay o la masacre de Nankín (en la que fueron asesinados más de veinte mil chinos) hicieron crecer el sentimiento antijaponés en los Estados Unidos.
Los crímenes japoneses en China, así como la invasión de la Indochina francesa en 1940 provocaron que el gobierno de Roosevelt a imponer un embargo de las exportaciones de petróleo sobre Japón. Esto provocó un aumento de las tensiones entre ambos países y si bien figuras como la del primer ministro Fumimaro Konoe buscaron solucionar el problema de forma pacífica, el emperador Hirohito acabó decantándose por las tesis belicistas de Hideki Tōjō, quien buscaba invadir las Indias Orientales Neerlandesas (actual Indonesia) ricas en petróleo. No obstante existía un grave impedimento a la hora de realizar esta acción: La Flota del Pacífico de los Estados Unidos. Por consiguiente, el 7 de diciembre de 1941 la Armada Imperial Japonesa atacó la base estadounidense de Pearl Harbor en Hawái. Entre los días 7 y 8 los japoneses realizaron desembarcos en las posesiones estadounidenses de Filipinas, Guam y Wake a la vez que avanzaban en dirección a las Indias Orientales Neerlandesas a través de la Malasia británica. El 8 de diciembre Estados Unidos declara la guerra a Japón.
Alemania declaró la guerra a los Estados Unidos el 11 de diciembre. El gobierno estadounidense moviliza a la armada en el Pacífico e incrementa el envío de suministros a Reino Unido y la Unión Soviética. El FBI comienza a perseguir a simpatizantes nazis. Asociaciones como la German American Bund son ilegalizadas. Se procede a la detención e internamiento de japoneses y estadounidenses de origen japonés. En Filipinas, las tropas del general Douglas MacArthur resisten hasta junio de 1942. El 8 de mayo de ese mismo año la amenaza japonesa contra Australia fue detenida en la batalla del Mar del Coral. En junio la principal flota japonesa, que navegaba rumbo a Hawái, fue rechazada en la batalla de Midway, una de las más importantes batallas de la guerra. El ejército estadounidense también ayuda a la República de China en su lucha contra Japón.
En Europa, las Fuerzas Aéreas del Ejército de los Estados Unidos comienzan a bombardear Alemania, sus aliados y los territorios ocupados. En noviembre de 1942 tiene lugar la Operación Torch, el desembarco aliado en el Protectorado francés de Marruecos y la Argelia francesa, en manos del gobierno pro nazi de la Francia de Vichy. En mayo de 1943, el Protectorado francés de Túnez, el último territorio del Eje en África, es conquistado por estadounidenses, británicos y por las tropas de la Francia Libre. En la Conferencia de Casablanca se acuerda invadir el Reino de Italia a través de Sicilia, la llamada Operación Husky Si bien Sicilia es rápidamente conquistada, la Campaña de Italia es lenta y sangrienta por lo que se decide llevar a cabo un nuevo desembarco, esta vez en Normandía.

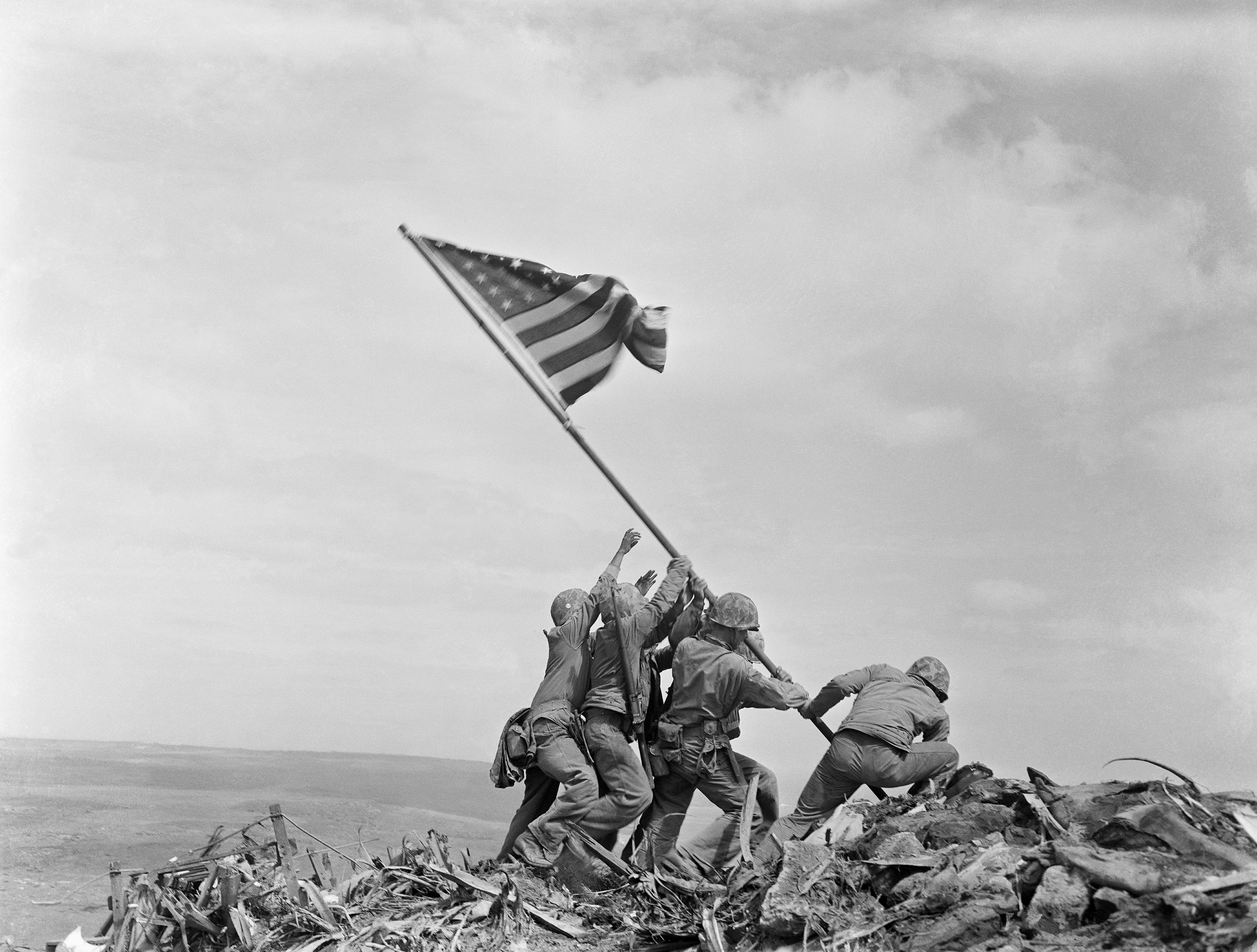
Alzando la bandera en Iwo Jima, fotografía de Joe Rosenthal.

En el Océano Pacífico los estadounidenses combaten tanto en la región central (Campaña de las islas Gilbert y Marshall) como en las cercanías de Nueva Guinea (Campaña de las Islas Salomón). En este último frente tiene lugar la sangrienta Campaña de Guadalcanal entre agosto de 1942 y febrero de 1943. Tras conquistar las Gilbert y Marshall, los estadounidenses atacan las islas Marianas y Palaos en junio de 1944. Los estadounidenses recuperan Guam y conquistan Saipán y Peleliu. Con la conquista de las islas Marianas, los estadounidenses ponen en marcha una dura campaña de bombardeos sobre el archipiélago japonés.
En Francia, los Aliados avanzan hacia Alemania. Importante fue la intervención americana en la batalla de las Ardenas y en la batalla del Bosque de Hürtgen. Mientras, las tropas de Douglas MacArthur regresan a las Filipinas en octubre de 1944. La isla japonesa de Iwo Jima, en el Pacífico central, cayó en manos de Estados Unidos en marzo de 1945 y la Isla de Okinawa fue conquistada en junio de 1945. Franklin Roosevelt falleció el 12 de abril a causa de una hemorragia cerebral, siendo sucedido por Harry S. Truman. En Europa, la guerra finalizó el 9 de mayo cuando los soviéticos se hicieron con el control de Berlín.
La invasión de Japón sería larga y sangrienta por lo que, con la esperanza de llevar la guerra a un rápido fin, el presidente Truman ordenó usar la recién creada bomba atómica contra las ciudades de Hiroshima (6 de agosto) y Nagasaki (9 de agosto). El día 8 los soviéticos comienzan la Operación Tormenta de Agosto, la invasión de Manchukuo y el norte de la Península Coreana, controlados por Japón. Los bombardeos atómicos de Hiroshima y Nagasaki sumados al inminente avance soviético, provocó que el emperador Hirohito decidiese rendirse a los estadounidenses, mucho menos duros que los soviéticos, el día 2 de septiembre de 1945 a bordo del acorazado USS Missouri. Terminaba así la Segunda Guerra Mundial.

## Durante la Guerra Fría (1945-1989)

### Desde 1945 hasta 1964

#### Política exterior

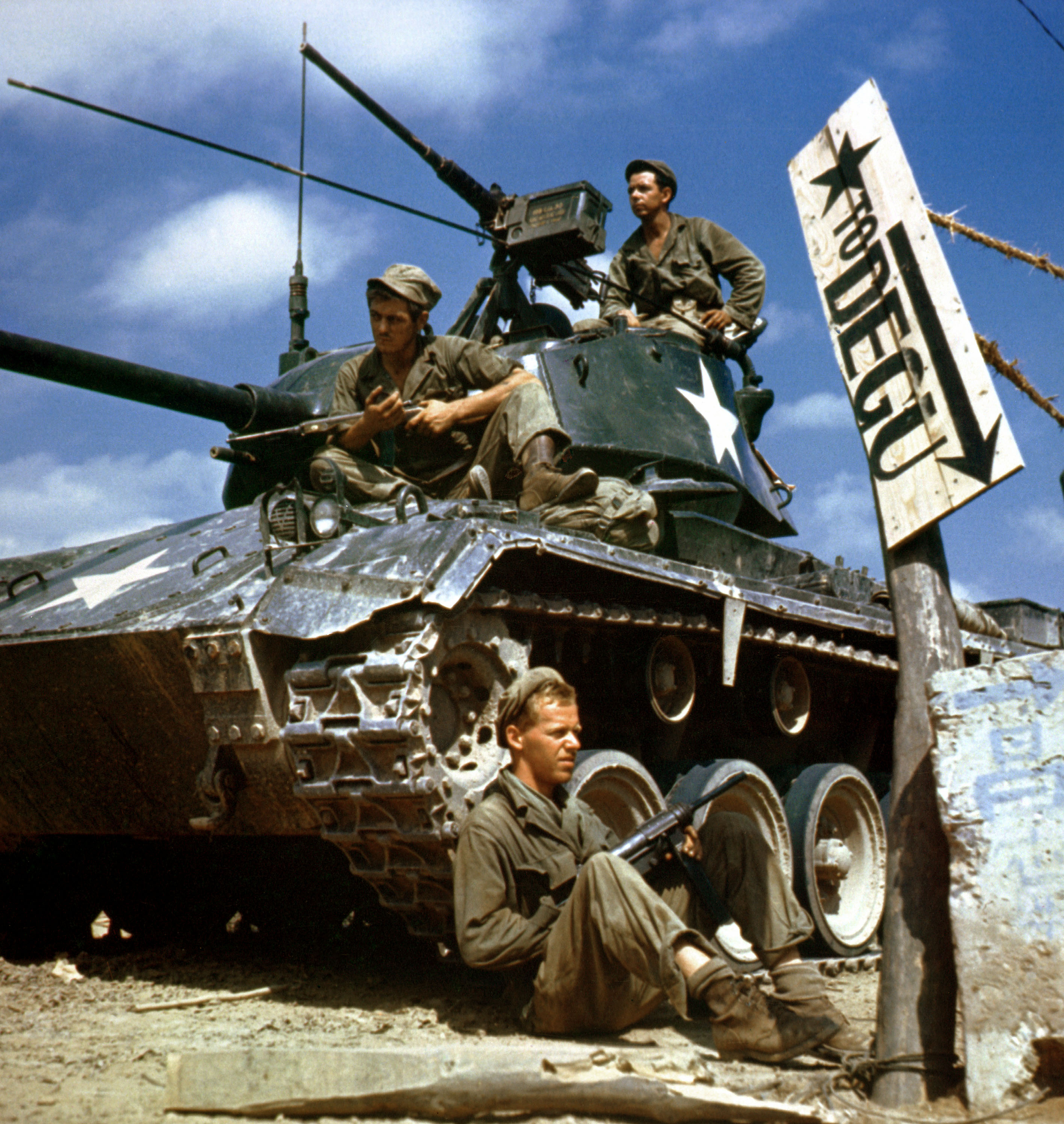
Tripulación de un tanque M-24 estadounidense en las cercanías del Río Nakdong durante la guerra de Corea.

En 1946 Filipinas se independiza de Estados Unidos. Las negociaciones para la creación de un estado independiente habían comenzado con la Ley Tydings-McDuffie de 1934.
Durante las etapas finales de la Segunda Guerra Mundial, cuando el Eje estaba ya prácticamente derrotado, el gobierno estadounidense parecía más preocupado por la Unión Soviética, potencia que se estaba haciendo con más y más territorios. Pese a que ambos estados colaboraron durante la guerra, la verdad es que ambas naciones eran rivales por no decir enemigas debido a sus sistemas económicos y políticos totalmente antagónicos (Capitalismo en los Estados Unidos, comunismo en la URSS). La enemistad entre ambas potencias se remonta hasta la Intervención aliada en la guerra civil rusa. Una vez derrotados el Tercer Reich y el Imperio de Japón, la rivalidad resurgió. Comenzaba así la Guerra Fría.
Los primeros lugares donde se apreció la rivalidad entre potencias fueron la República de China y Corea. En la primera, una vez derrotado Japón, se reanudó la guerra civil entre el Kuomintang, de ideología capitalista y apoyado por Estados Unidos, y el Partido comunista chino, apoyado por el gobierno de Stalin. Pese al apoyo de Estados Unidos, en 1949 los comunistas, liderados por Mao Zedong ganaron la guerra. En Corea, tras la Operación Tormenta de Agosto, los estadounidenses lanzan la Operación Cuarenta Lista Negra, la invasión del sur. Por consiguiente, Corea queda dividida en dos. La ocupación soviética del norte terminó en 1948, creándose así Corea del Norte, gobernada por Kim Il-sung. La ocupación estadounidense del sur termina ese mismo año. Syngman Rhee se hace con el poder en Corea del Sur. Ambos dictadores desean unificar Corea bajo su mando. En 1950 el norte comunista ataca al sur. Comienza así la guerra de Corea.
La ONU autoriza el envío una fuerza internacional al sur de Corea, coalición liderada por Douglas MacArthur, gobernador del Japón ocupado por los estadounidenses. Las tropas estadounidenses desembarcan en Inchon, liberan Seúl e invaden Corea del Norte hasta la frontera con China en el Río Yalu. Mao Zedong reacciona enviando al Ejército Popular de Liberación, que derrota a los estadounidenses en la batalla del embalse de Chosin y envía a las tropas de la ONU de vuelta a la frontera con el sur donde los combates durarías hasta el Acuerdo de Armisticio de Corea de 1953. La guerra provocó la caída de Harry Truman y la llegada al poder del héroe de la Segunda Guerra Mundial, el general Dwight D. Eisenhower. Douglas MacArthur por su parte fue destituido cuando propuso utilizar armas atómicas contra Corea del Norte y China. La Ocupación de Japón finalizó en 1952 con la firma del Tratado de San Francisco. Japón se convertiría junto a Corea del Sur, Filipinas y Tailandia en el principal aliado de Estados Unidos en Asia.
En la Europa de posguerra la situación era igualmente tensa. Los territorios liberados por la Unión Soviética se habían convertido en dictaduras comunistas mientras que los liberados por los Aliados occidentales ahora eran democracias capitalistas. Alemania 
había quedado dividida en cuatro sectores: El francés, el británico, el soviético y el estadounidense. Berlín, si bien quedaba dentro del sector soviético, había sido igualmente dividido. Estados Unidos pone en marcha el Plan Marshall que busca ayudar a la reconstrucción de Europa mediante ayudas económicas por valor de unos 14 000 millones de dólares de la época. Esto es visto como una amenaza por el gobierno de Stalin,  que considera al Plan Marshall como un soborno para que los países europeos se posicionen del bando estadounidense. Como respuesta, ordena el Bloqueo de Berlín en julio de 1948. El bloqueo de la parte occidental de la ciudad, la controlada por los Aliados occidentales, fue un fracaso debido al puente aéreo llevado a cabo por británicos y estadounidenses.
En 1947 se funda la Agencia Central de Inteligencia (CIA)  la principal agencia de inteligencia del gobierno estadounidense. Durante la Guerra Fría llevaría a cabo misiones encubiertas contra movimientos comunistas alrededor de todo el mundo. Durante las Elecciones generales de Italia de 1948 ayudó a la Democracia Cristiana a ganar al Partido Comunista Italiano mediante una intensa campaña de propaganda. Igualmente, apoyó a los franceses en su lucha contra el Viet Minh durante la guerra de Indochina y estuvo junto a la United Fruit Company detrás del Golpe de Estado en Guatemala de 1954. El gobierno de Eisenhower intervino en la Crisis del Líbano de 1958, la primera intervención militar de Estados Unidos en Oriente Próximo.
El 1 de enero de 1959 en Cuba, país aliado de Estados Unidos prácticamente desde su independencia, el dictador proestadounidense Fulgencio Batista es derrocado por los comunistas del Movimiento 26 de Julio, liderado por Fidel Castro. Supone un durísimo golpe para Estados Unidos debido a la escasa distancia entre Cuba y Florida. En abril de 1961 un grupo de disidentes cubanos llevan a cabo la Invasión de bahía de Cochinos con ayuda de la CIA, un desesperado intento de derrocar a Castro que acaba en fracaso. Ese mismo año en Berlín tiene lugar una nueva crisis cuando el gobierno de la República Democrática Alemana (Estado socialista creado por los soviéticos en su sector) levanta el Muro de Berlín para evitar la huida de ciudadanos en dirección a la parte capitalista de la ciudad, perteneciente a la República Federal Alemana, creada a partir de los sectores británico, estadounidense y francés.

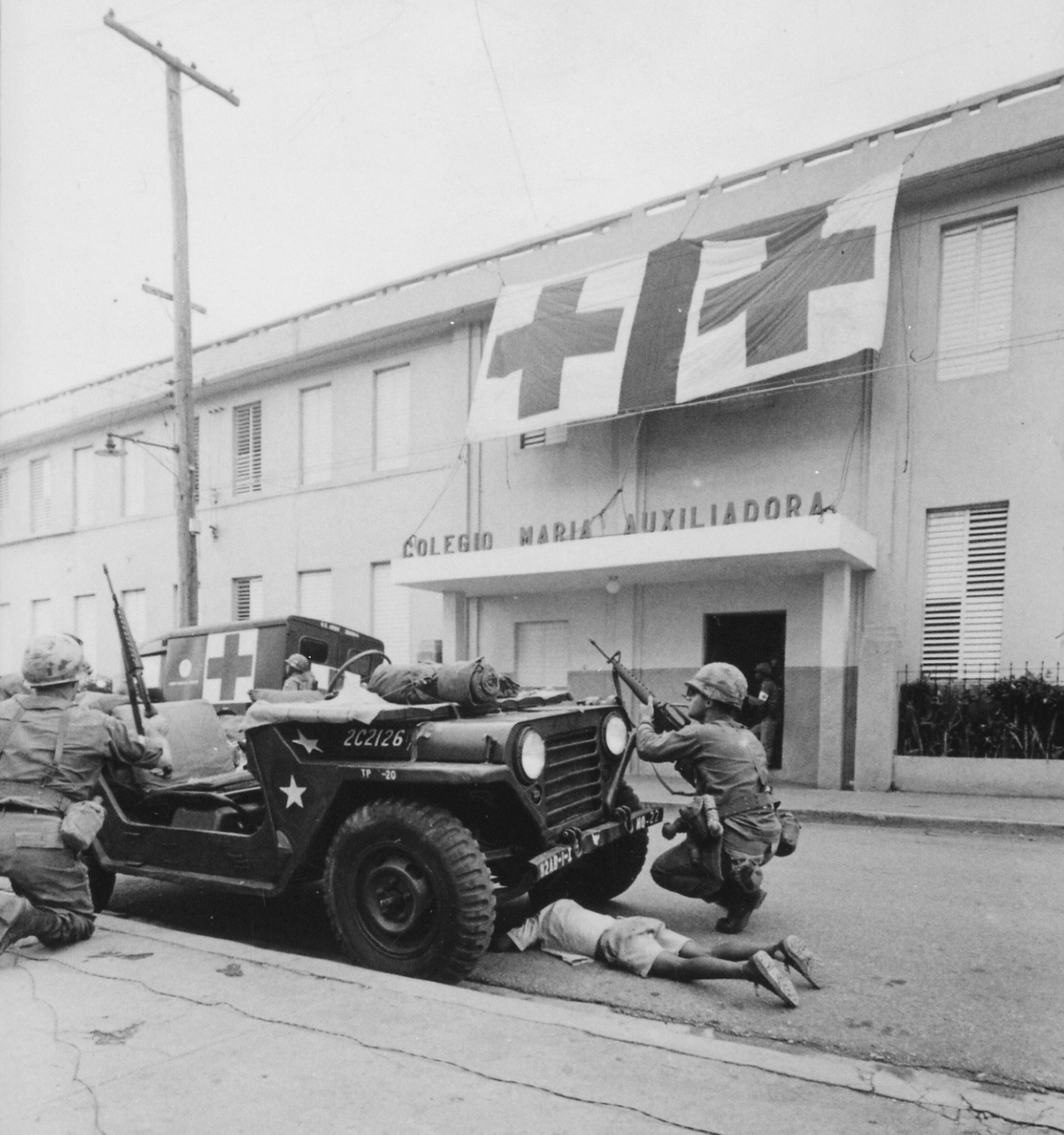
Soldados estadounidenses durante la intervención estadounidense en República Dominicana.

Una nueva crisis tendrá lugar en Cuba en octubre de 1962 cuando aviones espía Lockheed U-2 de Estados Unidos descubrieron misiles balísticos R-12 Dvina de fabricación soviética en la isla. Comenzaba la Crisis de los misiles en Cuba, uno de los períodos de crisis más agudos de toda la Guerra Fría. Estados Unidos y la Unión Soviética estuvieron al borde de la guerra nuclear. Finalmente, John Fitzgerald Kennedy y Nikita Kruschev llegaron a un acuerdo. La URSS retiraría sus misiles de Cuba si Estados Unidos se comprometía a no invadir la isla y retiraba sus misiles estacionados en Turquía, que era el principal aliado de los Estados Unidos en Oriente Próximo junto a Israel y al Reino de Irán.
Durante la presidencia de Kennedy un número cada vez mayor de asesores militares había sido enviado a Vietnam del Sur, país capitalista que se encontraba en guerra con Vietnam del Norte, de ideología comunista y aliado con la URSS y China. Aún a día de hoy se sigue debatiendo si el gobierno estadounidense estuvo implicado en el arresto y asesinato de Ngô Đình Diệm, el impopular dictador que gobernaba Vietnam del Sur, en 1963. Pocos días después de la muerte de Diêm, Kennedy es asesinado. Su sucesor, Lyndon B. Johnson aumentará la presencia estadounidense en Vietnam tras el Incidente del Golfo de Tonkín,  un ataque norvietnamita al destructor USS Maddox el 2 de agosto de 1964, y un supuesto ataque dos días después que fue imaginado por la tripulación del barco. Así comenzó el despliegue masivo de soldados estadounidenses en la guerra de Vietnam en curso. Johnson igualmente ordenó invadir la República Dominicana, país que atravesaba una fuerte crisis política y que los estadounidenses temían que se convirtiese en una Segunda Cuba.

#### Política interior y situación económica

El senador Joseph McCarthy, impulsor del macartismo.

En el ámbito interior, la Guerra Fría se manifestó en forma de un fuerte anticomunismo, el segundo temor rojo. Entre 1950 y 1956 el senador Joseph McCarthy  desencadenó un extendido proceso de declaraciones, acusaciones infundadas, denuncias, interrogatorios, procesos irregulares y listas negras contra personas sospechosas de ser comunistas: El Macartismo. Se investigó a actores de Hollywood como Humphrey Bogart, Lauren Bacall o Gregory Peck, a científicos como Robert Oppenheimer, el creador de la bomba atómica, y a figuras del gobierno y del ejército estadounidense. Uno de los casos más famosos de este período fue el de los Diez de Hollywood, diez guionistas y directores que se negaron a declarar ante el Comité de Actividades Antiestadounidenses, un órgano del congreso estadounidense fundado en 1938 que no tenía que ver con Joseph McCarthy, quien era senador Junto a McCarthy y al Comité de Actividades Antiestadounidenses, el FBI de J. Edgar Hoover, fue el principal responsable de las campañas anticomunistas que caracterizaron la década de 1950 en Estados Unidos.
La década de 1950 fue además la época del Baby Boom, un significativo aumento de la población consecuencia de la prosperidad económica que experimentaba Estados Unidos tras la Segunda Guerra Mundial. Para evitar que la época de bonanza acabase desencadenando en una nueva depresión económica en 1944 se aprobaron los Acuerdos de Bretton Woods a través del cual se establecía un Nuevo Orden Económico Internacional, se sustituía el patrón oro por el patrón dólar, lo que convertía a la economía estadounidense en la más importante del mundo. La vida cotidiana experimentó grandes cambios gracias a avances tecnológicos como la televisión. A mediados de la década de 1950 nace el estilo musical conocido como rock and roll con músicos estadounidenses como Elvis Presley, Little Richard o Chuck Berry a la cabeza. Supuso un gigantesco cambio social que evolucionaría durante la década siguiente y que se convertiría en uno de los máximos exponentes de la cultura popular estadounidense.
La situación de mejoría económica y social sin embargo dejaba de lado a los afroamericanos y a otras minorías étnicas. A mediados de la década de 1950 nace el Movimiento por los derechos civiles de los negros, el cual buscaba finalizar con las desigualdades producto de las Leyes Jim Crow. El nacimiento del movimiento suele situarse en el Boicot de autobuses de Montgomery de 1955 cuando una mujer negra llamada Rosa Parks fue detenida por negarse a ceder su asiento en un autobús a un blanco. El caso llegó hasta la Corte Suprema de los Estados Unidos que acabó declarando inconstitucional las ley que exigía la segregación en los autobuses.
En 1957 tiene lugar la crisis de los Little Rock Nine en Little Rock, Arkansas, cuando nueve estudiantes negros trataron de acceder a un instituto blanco. El gobernador de Arkansas, Orval Faubus llamó a la Guardia Nacional de Arkansas el 4 de septiembre para evitar que los estudiantes accediesen al instituto. Eisenhower respondió enviando a la 101.ª División Aerotransportada para escoltar a los estudiantes. El Movimiento por los derechos civiles fue ganado fuerza, apareciendo líderes como el pastor protestante Martin Luther King o el musulmán Malcolm X, más agresivo que King.
El 28 de agosto de 1963 Martin Luther King pronuncia su famoso discurso Yo tengo un sueño en Washington D. C.. Las Leyes Jim crow van siendo eliminadas poco a partir de leyes tales como la Ley de Derechos Civiles de 1964 o la Ley de derecho de voto de 1965, ambas promulgadas por Lyndon B. Johnson. La lucha por los derechos civiles no fue fácil, ya que vino acompañada por un resurgimiento del Ku Klux Klan. El caso más mediático tuvo lugar el 20 de junio de 1964 cuando los activistas Michael Schwerner, Andrew Goodman y James Chaney fueron asesinados en Missisipi. Igualmente, en los estados del sur gana popularidad el gobernador de Alabama George Wallace quien se presentará a las Elecciones presidenciales de Estados Unidos de 1968 por el Partido Independiente Americano bajo el lema de Segregación ahora y para siempre.

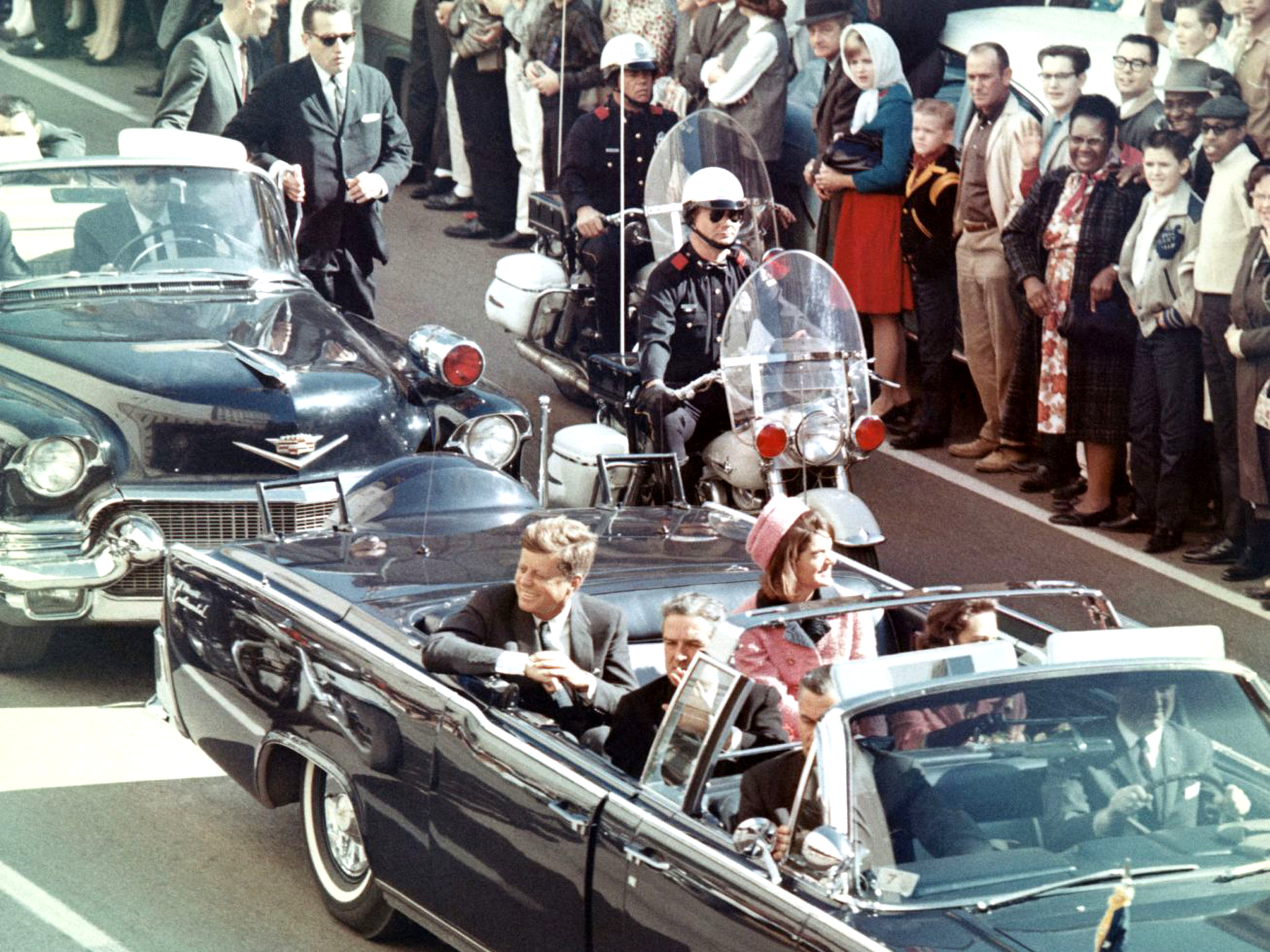
John Kennedy momentos antes de ser asesinado en 1963.

El 22 de noviembre de 1963 Kennedy es asesinado cuando se encontraba de visita en Dallas, Texas. Si bien las investigaciones oficiales declararon culpable a Lee Harvey Oswald, quien fue asesinado dos días después por un miembro de la mafia llamado Jack Ruby, aún a día de hoy la muerte de Kennedy es uno de los eventos más polémicos de la historia de Estados Unidos.

### Desde 1964 hasta 1989
Mientras en territorio estadounidense la lucha por los derechos civiles continuaba, en Vietnam los estadounidenses no lograban realizar avances significativos. Debían hacer frente a un enemigo invisible, el Viet Cong, la guerrilla comunista que operaba en Vietnam del Sur con apoyo del norte, gobernado por Hồ Chí Minh. La invasión terrestre de Vietnam del Norte era peligrosa pues podría provocar la entrada de China y la URSS en la guerra. Por consiguiente se decidió realizar una agresiva campaña aérea, la Operación Rolling Thunder. Pese a haber impulsado leyes que buscaban acabar con la segregación racial y un seguro de salud para los ancianos (Medicare) y para los pobres (Medicaid), la guerra de Vietnam perjudicó la imagen de Johnson por lo que decidió no presentarse a la reelección.
Todo parecía apuntar a que Robert F. Kennedy, hermano del difunto John Fitzerald Kennedy, iba a ser el sucesor de Johnson. Sin embargo, Robert fue asesinado el 6 de junio de 1968 por un inmigrante palestino, Sirhan Sirhan. Los motivos de su asesinato siguen siendo un misterio. En líneas generales 1968 fue un año negro para los Estados Unidos. A la muerte de Robert habrá que sumar la de Martin Luther King. Además, en Vietnam las tropas del Ejército de Vietnam del Norte y el Viet Cong llevan a cabo un potente ataque contra el sur, la Ofensiva del Tet. La guerra tiene dividida a la opinión pública estadounidense, más cuando se descubrieron los crímenes de guerra perpetrados por soldados estadounidenses como es el caso de la Masacre de My Lai en la que entre trescientos y quinientos civiles vietnamitas fueron asesinados. La segunda mitad de la década de 1960 fue la época de la contracultura y del movimiento hippie. Las protestas antibelicistas se extendían por todo el país a la vez que se vivían tensos disturbios raciales como los vividos en Watts en 1965 o en Detroit en 1967. El uso de drogas como la heroína o el LSD se populariza.
Mientras tanto, la Carrera espacial sigue su curso. El 20 de julio de 1969, el programa espacial de los Estados Unidos logra un gran éxito técnico y propagandístico al conseguir mandar astronautas y traerlos de vuelta sano y salvo a la Tierra. Los tripulantes Neil A. Armstrong, Edwin Aldrin y Michael Collins son recibidos como héroes.

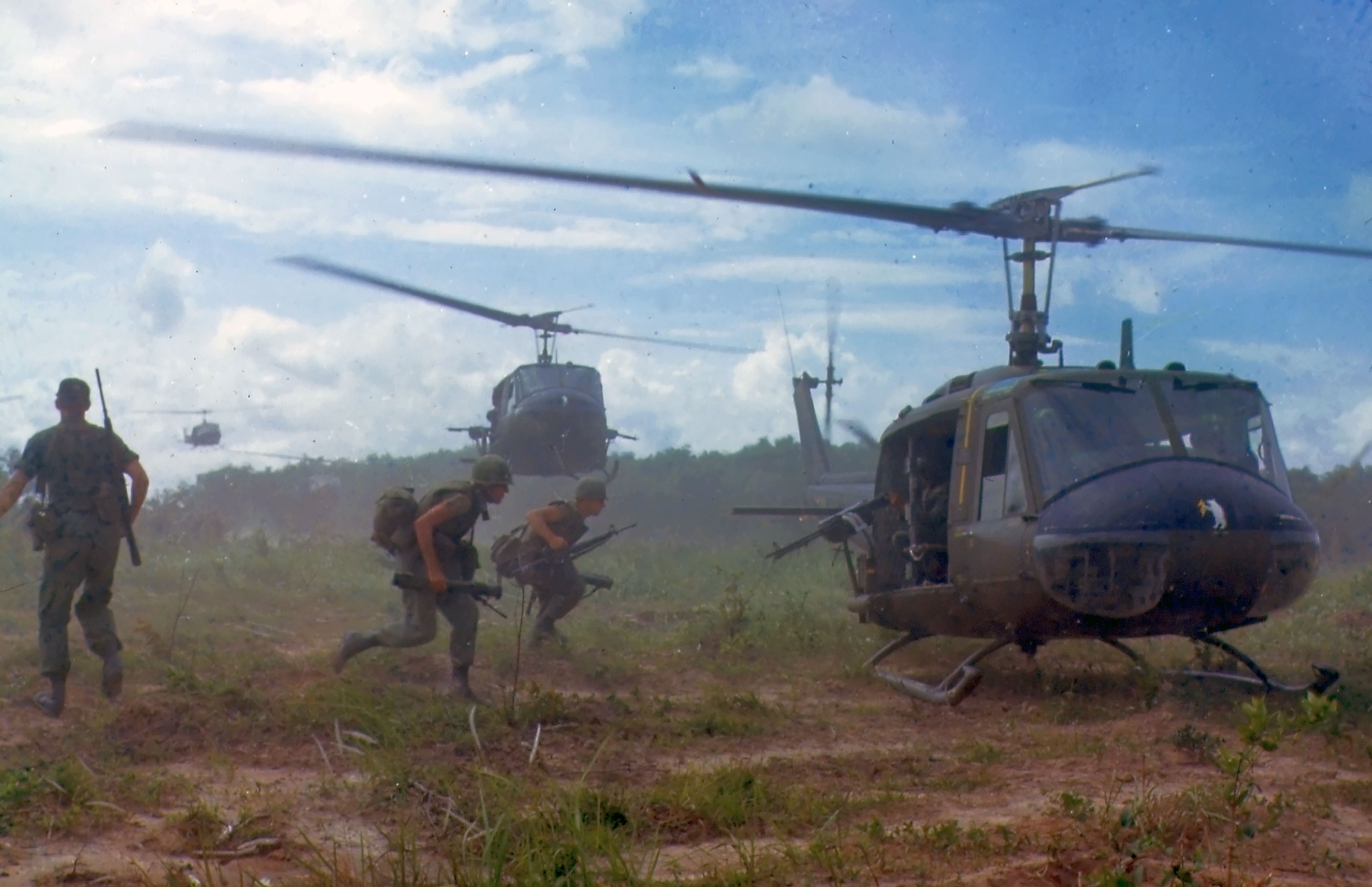
Soldados estadounidenses y helicópteros Bell UH-1 Iroquois durante la Guerra de Vietnam

En Vietnam la situación es crítica. El marzo de 1970, el ministro proestadounidense Lon Nol derrocó al regente de Camboya, el príncipe Norodom Sihanouk. Después de su caída, Sihanouk decidió apoyar a los Jemeres Rojos, que ayudó mucho a reclutar a las guerrillas maoístas. A finales de marzo de marzo de 1970, a petición de los Jemeres rojos, Vietnam del Norte lanzó una ofensiva contra el ejército camboyano. En abril de 1970  Richard Nixon ordena la invasión de Camboya. Igualmente, desde 1969 la Fuerza Aérea de los Estados Unidos lleva bombardeando Camboya bajo el máximo secreto. Los sangrientos bombardeos provocan muchos camboyanos apoyen de los Jemeres rojos, liderada por el sangriento Pol Pot. Igualmente, en 1971 apoya a Vietnam del Sur en su intento de invadir Laos. Nixon también ordenará la Operación Linebacker y la Operación Linebacker II en 1972, campañas de bombardeo sobre Vietnam del Norte las cuales tuvieron lugar mientras los Acuerdos de paz de París en los que se negociaba la paz. En 1973 Estados Unidos, se retira de Vietnam y en 1975, Vietnam del Sur fue derrotado por Vietnam del Norte y la guerra había terminado.

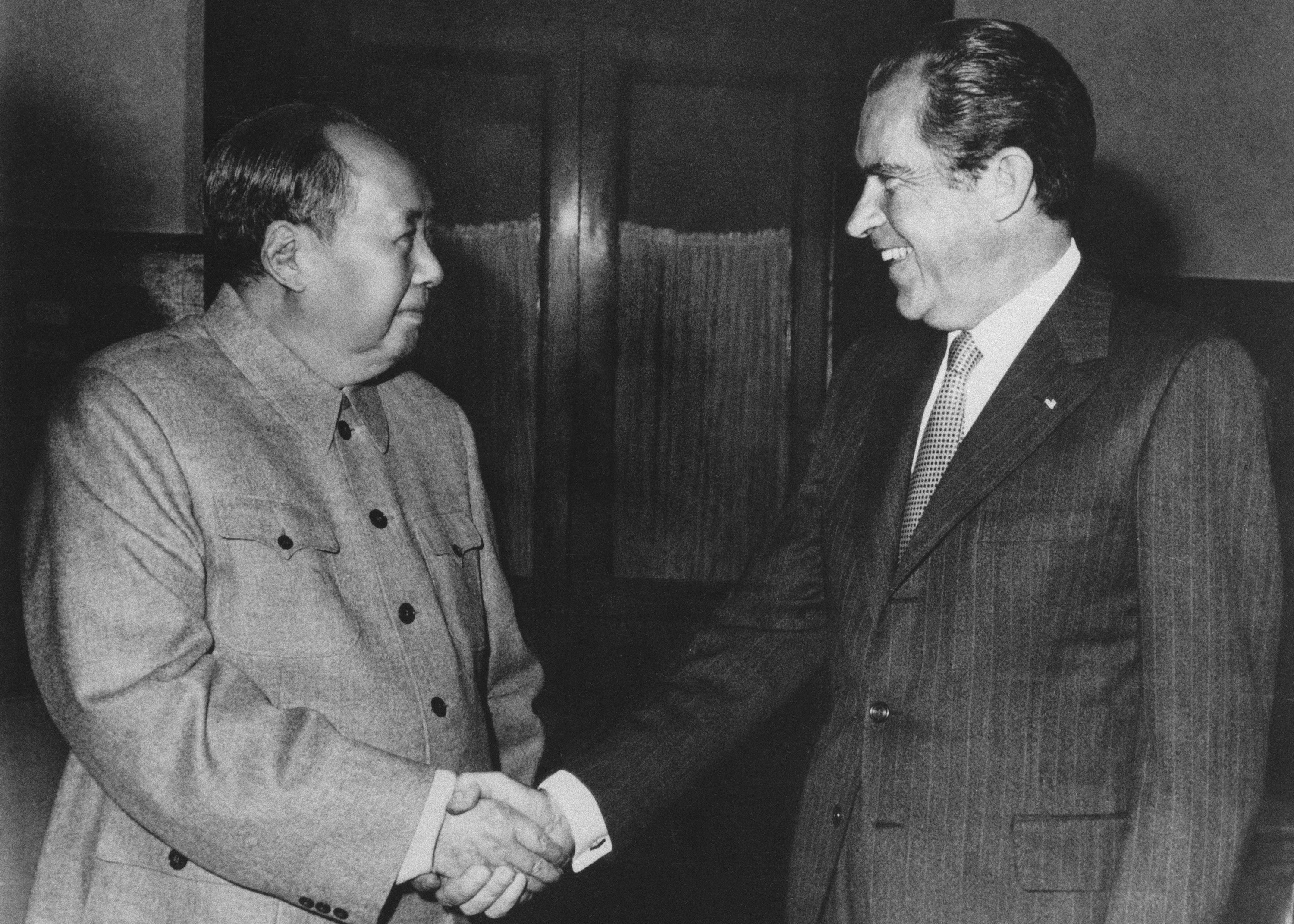
Richard Nixon se reúne con Mao Zedong en 1972

El consejero de Seguridad Nacional Henry Kissinger además llevó a cabo un acercamiento diplomático con la República Popular China, acercamiento que se vio consolidado con la visita llevada a cabo por Nixon en 1972. Estados Unidos aceptó oficialmente el postulado de Una sola China que el gobierno de Pekín, cortando relaciones diplomáticas con la China nacionalista, gobernada por Chiang Kai-shek. El acercamiento con China tiene sus orígenes en la enemistad que surgió entre los gobiernos de Pekín y Moscú a partir de la muerte de Stalin, la Ruptura sino-soviética. La enemistad entre ambas naciones llegó a su límite en 1969 con el Conflicto fronterizo sino-soviético, que se saldó con varias decenas de muertes. Puesto que Vietnam era un estado comunista afín a Moscú, China apoyó a la Kampuchea Democrática. Cuando el gobierno de los Jemeres Rojos cayó en 1978, China y Estados Unidos continuaron reconociendo al Jemer Rojo como representante de Camboya en las Naciones Unidas.  Estados Unidos también entrenó y suministró armas a grupos camboyanos aliados de los Jemeres Rojos.
En Latinoamérica, la administración Nixon apoya distintos golpes de estado, siendo el más famoso el que tuvo lugar en Chile en 1973, el cual derrocó a Salvador Allende y trajo al poder al militar Augusto Pinochet. La CIA prestará asistencia a distintas dictaduras de América Latina a través de la Operación Cóndor. Las principales dictaduras proestadounidenses fueron las de Chile, Argentina, Brasil, Paraguay, Uruguay, Bolivia.
El apoyo estadounidense a Israel durante la guerra de Yom Kipur  provoca que la Organización de Países Árabes Exportadores de Petróleo corte el suministro de petróleo a Estados Unidos y sus aliados. Comienza la Crisis del petróleo de 1973. Estados Unidos, con una economía débil producto de la guerra de Vietnam, se ve duramente afectada. Ciudades como nueva York se encuentran al borde de la quiebra. Para colmo, el gobierno de Nixon atraviesa un grave escándalo, el Caso Watergate, llamado así por el Complejo Watergate, sede del Comité Nacional del Partido Demócrata de Estados Unidos. Las investigaciones de los periodistas Bob Woodward y Carl Bernstein del Washington Post descubrieron la intervención de la Administración Nixon en un caso de espionaje a rivales políticos. El Congreso de los Estados Unidos inició una investigación, pero la resistencia del gobierno de Richard Nixon a colaborar en ésta condujo a una crisis institucional. El escándalo destapó múltiples abusos de poder por parte del gobierno de Nixon, que se saldó con la dimisión de este como presidente de Estados Unidos en agosto de 1974. El escándalo salpicó a un total de 69 personas, de las cuales 48 fueron encontradas culpables y encarceladas; muchas de ellas habían sido altos funcionarios del gobierno de Nixon. Nixon fue sucedido por Gerald Ford, quien le concedió el perdón presidencial.
En 1979 tiene lugar una nueva crisis del petróleo, resultado de la revolución iraní que derrocó al sah Mohammad Reza Pahleví, aliado de Estados Unidos que se ve obligado a huir de Irán. El clérigo Ruhollah Jomeiní se convierte en el nuevo líder del país. En noviembre de 1979 estudiantes islámicos asaltan la embajada estadounidense, comenzando así una grave crisis diplomática. El gobierno de Jimmy Carter trató de rescatar a los rehenes en la llamada Operación Garra de Águila en 1980, que resulta en un humillante fracaso. Los rehenes finalmente serán liberados en 1981. Ese mismo año Ronald Reagan asume la presidencia. Sesenta y nueve días después de asumir la presidencia, Reagan sufre un intento de asesinato.
1979 también es el año en el que la Unión Soviética entra en la República Democrática de Afganistán, país comunista de 1978 y sumido en una guerra civil contra los Muyahidines, integristas islámicos opuestos al comunismo. Durante las presidencias de Carter, y sobre todo la de Reagan, la CIA financiará a los muyahidines. Entre los líderes de la guerrilla se encuentra un millonario llamado Osama Bin Laden. Afganistán no fue el único lugar donde el gobierno de Reagan financió a movimientos anticomunistas. En Nicaragua se suministró apoyo, ilegal puesto el Congreso así lo había prohibido, a la Contra, la cual buscaba derrocar a Frente Sandinista de Liberación Nacional. Además de recurrir al narcotráfico, la CIA obtuvo dinero a través de la venta de armas a Irán, en guerra con el vecino Irak. En 1986 la venta ilegal de armas fue descubierta, comenzando así el escándalo Irán-Contra.

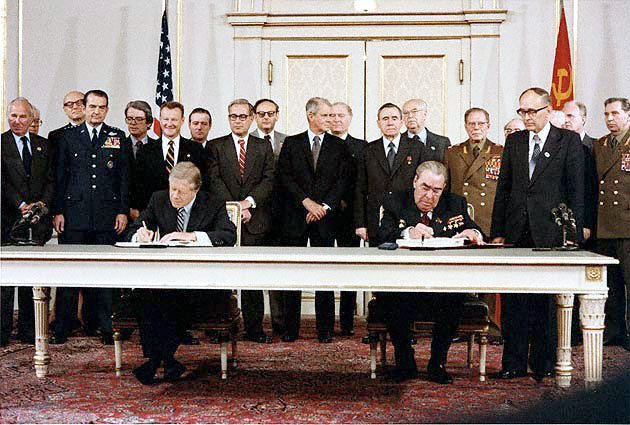
Jimmy Carter y Leonid Brézhnev firmando el acuerdo SALT II.

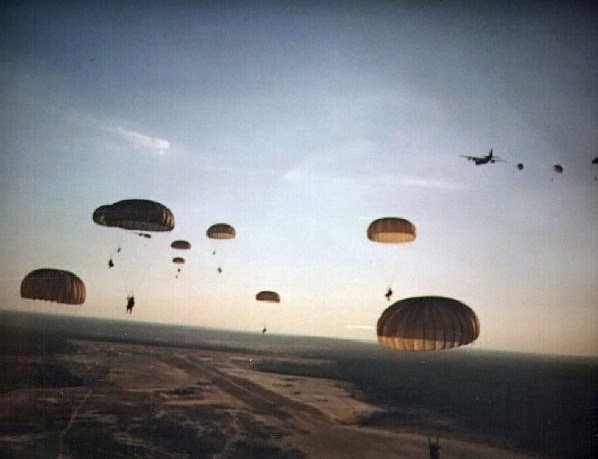
Paracaidistas estadounidenses durante la Invasión de Granada.

Durante el gobierno de Reagan las tensiones de la Guerra Fría volvieron a aparecer. Los gobiernos de Nixon y Carter habían firmado los Acuerdos SALT con la Unión Soviética, acuerdos para limitar el número de sistemas de misiles antibalísticos (ABM) en un intento de rebajar el clima de tensión entre ambas naciones. Reagan por el contrario aumentó las tensiones con la Iniciativa de Defensa Estratégica, apodada Guerra de las galaxias, un programa de investigación y tecnología para el establecimiento de un escudo defensivo ante un ataque soviético con armas balísticas estratégicas. La idea original era la de establecer una defensa antimisiles desde el espacio que detectara la trayectoria de misiles balísticos y que pudiera destruirlos en diversos puntos de su trayectoria. El programa fue polémico no solo por su elevado coste, sino también porque suponía el primer paso para la militarización del espacio. La administración Reagan también recurrió a la acción militar directa. Estados Unidos formó parte, junto a Francia, Reino Unido e Italia, de una fuerza multinacional que intervino en la guerra civil libanesa en 1982. Esto provocó que el partido islamista Hezbolá atacase la embajada estadounidense y cuarteles estadounidenses y franceses en 1983, lo cual provoca la retirada de la Fuerza Internacional de Líbano. En un intento de levantar la moral, Reagan ordena invadir la isla de Granada, la cual estaba regida por un gobierno comunista afín a Cuba.
En el campo económico bajo el gobierno de Reagan la situación económica mejoró considerablemente, pese a altibajos tales como el Lunes negro de 1987. La economía estadounidense es considerablemente más fuerte que la soviética, en crisis debido a la guerra afgano-soviética y al Accidente de Chernobyl. La URSS no puede competir contra Estados Unidos en la nueva carrera armamentística. En 1987 tiene lugar la Cumbre de Reikiavik en un intento por frenar la carrera de armamentos. Las conversaciones fracasaron en el último minuto, pero el progreso logrado se materializó finalmente en 1987 en el Tratado de Fuerzas Nucleares de Alcance Intermedio. El gobierno soviético de Mijaíl Gorbachov pone en marcha la Doctrina Sinatra, una política que consistía en permitir a los países vdel Pacto de Varsovia resolver sus asuntos internos y fijar su evolución política. Los problemas económicos de la URSS repercutieron en todo el Bloque Oriental, especialmente en Polonia y en la República Democrática Alemana. Comienzan las llamadas Revoluciones de 1989, que acaban los regímenes comunistas del este de Europa. El 9 de noviembre de 1989 tiene lugar la Caída del Muro de Berlín. Termina así la Guerra Fría.

## Después de la Guerra Fría (1990-presente)

### La década de 1990
El 2 de agosto de 1990, Irak invade Kuwait, país aliado de los Estados Unidos. Se forma una coalición internacional amparada por la ONU y liderada por Estados Unidos la cual es trasladada a Arabia Saudí. La guerra para expulsar a las tropas iraquíes de Kuwait comenzó con un bombardeo aéreo y naval el 17 de enero de 1991, que continuó durante cinco semanas, la Operación Tormenta del Desierto. Esto fue seguido por un asalto terrestre el 24 de febrero. Esta fue una victoria decisiva para las fuerzas de la coalición, que liberaron a Kuwait y avanzaron hacia el territorio iraquí. La coalición cesó su avance y declaró un alto el fuego cien horas después de que comenzara la campaña terrestre.

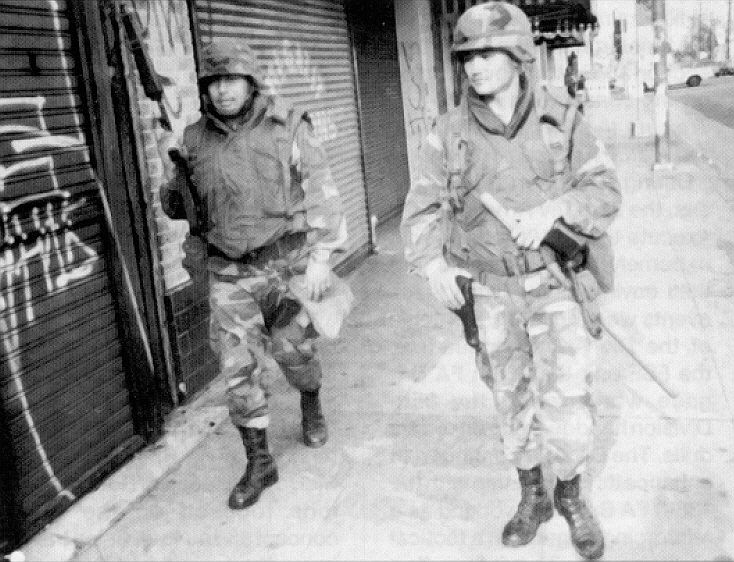
Dos soldados de la Guardia Nacional patrullando durante los disturbios de Los Ángeles de 1992.

El 29 de abril de 1992, en Los Ángeles, tiene lugar una de las sentencias más polémicas de la historia de los Estados Unidos, cuando un jurado compuesto casi completamente por blancos absolvió a los cuatro agentes de policía que aparecieron en unas grabaciones tomadas por el videoaficionado George Holliday mientras propinaban una paliza al taxista negro Rodney King, que incumplió las limitaciones de velocidad. Comenzaban así los Disturbios de Los Ángeles de 1992, los más violentos en la historia de Estados Unidos desde la década de 1960. Se trató de un conflicto a tres bandas entre manifestantes afroamericanos, incluyendo integrantes de pandillas como los Bloods y los Crips; el Departamento de Policía de Los Ángeles y los dependientes de la ciudad, en su mayoría de origen coreano, que buscaban salvar sus negocios de los saqueos y que no dudaban en utilizar armas de fuego. La situación de violencia era tal que la Guardia Nacional hubo de intervenir, al igual que otras unidades militares como es el caso de la 1.ª División de Marines. Los disturbios se saldaron con sesenta y tres muertos.
En 1995 tiene lugar el Atentado de Oklahoma City, en el que un coche bomba mata a ciento sesenta y ocho personas en un edificio del gobierno federal. Los terroristas, Timothy McVeigh y Terry Nichols, eran dos ultraderechistas que querían vengar el Asedio de Waco de 1993.

### Guerra contra el terrorismo (2001-2008)

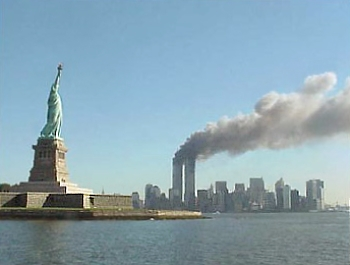
La mañana de los atentados del 11 de septiembre.

En la mañana del 11 de septiembre de 2001, dos de los cuatro aviones secuestrados por Al-Qaeda impactaron en las dos torres del World Trade Center en Nueva York, el tercero en el Pentágono y el cuarto, que tenía como objetivo el Capitolio de los Estados Unidos, se estrelló cerca de Shanksville, Pensilvania. Los motivos de Osama Bin Laden eran el apoyo militar estadounidense a Israel, la presencia de tropas estadounidenses en Arabia Saudí y el intervencionismo estadounidense en conflictos tales como la guerra civil somalí. El ataque provocó la muerte a más de tres mil personas, convirtiéndose en el peor atentado terrorista en la historia estadounidense. Tras los ataques, el presidente George W. Bush puso en marcha invasión a Afganistán con el propósito de derrocar el régimen talibán y sus conexiones terroristas, lográndolo en menos de un mes iniciado el conflicto. No obstante, la insurgencia Talibán continúa a día de hoy. Igualmente se recortaron la libertades públicas de Estados Unidos y se aprobaron polémicas leyes como la Ley USA PATRIOT.
El 20 de marzo de 2003 comienza la guerra de Irak, la invasión estadounidense de este país. La principal justificación para esta operación que ofreció el presidente de los Estados Unidos, George W. Bush y sus aliados en la coalición, fue la afirmación de que Irak poseía y estaba desarrollando armas de destrucción masiva (ADM), violando un convenio de 1991. Funcionarios de los Estados Unidos sostuvieron que Irak representaba una inminente, urgente e inmediata amenaza a los Estados Unidos, a su pueblo y a sus aliados, así como a sus intereses. Se criticó ampliamente a los servicios de información, y los inspectores designados al efecto no encontraron pruebas de que existieran las pretendidas armas de destrucción masiva. Después de la invasión, el Grupo de Investigación en Irak llegó a la conclusión de que Irak había terminado sus programas para desarrollar dichas armas en 1991 y no había ninguna en el momento de la invasión, pero que tenían la intención de reanudar la producción siempre y cuando se levantaran las sanciones. La inexistencia de dichas armas no evito la destitución de Saddam Hussein y su posterior ejecución. Finalmente, en la guerra el bando encabezado por Estados Unidos logró algunas cosas: ganar la invasión, ocupar el país, derrocar al gobierno, e implantar un nuevo régimen con elecciones supuestamente democráticas. Lo que el bando encabezado por Estados Unidos no logró fue estabilizar el país, que se sumergió en una crisis sociopolítica y de guerra civil interna con presencia de grupos terroristas como Al Qaeda. No se puede decir que algún bando resultara victorioso o derrotado, pero lo cierto es que las tropas estadounidenses tuvieron que regresar en 2014 debido a la amenaza del Estado Islámico que ganó el terreno de un Irak consumido por la insurgencia rebelde al gobierno proestadounidense y las guerras civiles. Sumándose a la amenaza del Estado Islámico por petición del gobierno iraquí, EE. UU. decidió intervenir una vez más en la denominada guerra contra el Estado Islámico. Además de Irak, el Estado Islámico también ocupó parte del país vecino Siria.

### Crisis Financiera Mundial (2008)
Desde 2004 la carrera del senador Barack Obama fue meteórica. Sus promesas de cambio y su famoso lema «Yes, we can» le dieron fama mundial y le llevarían a la Casa Blanca, tras ganar con una ventaja considerable las elecciones de 2008, convirtiéndose en uno de los presidentes de Estados Unidos que más fuerza consiguió en las urnas. El candidato demócrata Obama tuvo que afrontar la crisis financiera de 2008, la tensión con Irán, la resolución de las guerras de Irak y Afganistán y los problemas del medio ambiente. También, Barack Obama tuvo entre los objetivos que alcanzó relativamente la mejora de la política exterior con Europa y el diálogo con todos los gobiernos del mundo.